# غزو الولايات المتحدة لأفغانستان
غزو أفغانستان 2001 أو الغزو الأمريكي لأفغانستان أو غزو الولايات المتحدة لأفغانستان هو غزو بري شنَّته الولايات المتحدة  بعد أحداث 11 سبتمبر 2001، ودعَمه حلفاؤها المقربون، فأطاحت بحكومة طالبان. كانت الأهداف العامة للغزو هي تفكيك القاعدة، المتهمة بتنفيذ هجمات 11 سبتمبر قبل أسابيع من الغزو، وحرمانها من قاعدة آمنة للعمليات في أفغانستان. كانت المملكة المتحدة حليفًا رئيسيًا للولايات المتحدة، حيث قدَّمت الدعم للعمل العسكري منذ بداية الاستعدادات للغزو. سبق ذلك مرحلة الحرب الأهلية الأفغانية (1996–2001) بين طالبان ومجموعات التحالف الشمالي، والتي أدَّت إلى سيطرة طالبان على 90٪ من البلاد سنة 2001. وأصبح الغزو الأمريكي هو المرحلة الأولى من حرب استمرت 20 عامًا في البلاد.
طالب الرئيس الأمريكي جورج بوش بتسليم طالبان أسامة بن لادن وطرد القاعدة، كان بن لادن مطلوبًا من قبل مكتب التحقيقات الفيدرالي منذ 1998. رفضت طالبان تسليمه ما لم تُمنح ما اعتبرته دليلًا مقنعًا على ضلوعه في هجمات 11 سبتمبر، وتجاهلت المطالب الأمريكية بإغلاق قواعد تزعم الولايات المتحدة أنَّها "قواعد إرهابية"، ومطالب تسليم مطلوبين آخرين مشتبه بهم مع بن لادن. رفضت الولايات المتحدة طلب المنح معتبرةً إياه تكتيك مماطلة لا معنى له، وشنَّت مع المملكة المتحدة عملية الحرية الدائمة في 7 أكتوبر 2001. انضمَّت إليهم قوات التحالف الشمالي على الأرض. وأبعدت الولايات المتحدة وحلفاؤها طالبان عن السلطة يوم 17 ديسمبر 2001، وأقامت قواعد عسكرية بالقرب من المدن الرئيسية في جميع أنحاء البلاد. لم يتمْ القبض على معظم أعضاء القاعدة وطالبان الذين فرُّوا إلى باكستان المجاورة أو انسحبوا إلى المناطق الريفية أو الجبلية النائية خلال معركة تورا بورا.
في ديسمبر 2001 أنشأ مجلس الأمن التابع للأمم المتحدة قوات المساعدة الدولية لإرساء الأمن في أفغانستان (ISAF)؛ للإشراف على العمليات العسكرية في البلاد وتدريب قوات الأمن الوطنية الأفغانية. في مؤتمر بون في ديسمبر 2001، تمَّ اختيار حامد كرزاي لرئاسة الإدارة الأفغانية المؤقتة، التي أصبحت بعد اجتماع اللويا جيرغا في كابُل 2002 الإدارة الأفغانية الانتقالية. في انتخابات الرئاسة الأفغانية 2004، تمَّ انتخاب كرزاي رئيسًا للبلاد، وسُمِّيت حينها جمهورية أفغانستان الإسلامية. وفي أغسطس 2003 بات حلف شمال الأطلسي منخرطًا في التحالف، وتولَّى قيادة قوة الإيساف. قسمٌ واحدٌ من القوات الأمريكية في أفغانستان يعمل تحت قيادة الناتو، والباقي تحت القيادة الأمريكية المباشرة. أعاد زعيم طالبان الملَّا عمر تنظيم الحركة، وأطلق في 2002 حركة تمرُّد ضد الحكومة وقوة الإيساف، وفي النهاية نجحت طالبان من الإطاحة بالحكومة الأفغانية في 2021 وإعادة تأسِّيس حكمٍ لها داخل أفغانستان.

## جذور الحرب الأهلية الأفغانية
بدأ النظام السياسي في أفغانستان في الانهيار مع الإطاحة بالملك ظاهر شاه على يد ابن عمه محمد داود خان في انقلاب سلمي سنة 1973. وكان داود خان يشغل منصب رئيس الوزراء منذ 1953، ودعَم التحديث الاقتصادي وتحرير المرأة والقومية البشتونية. وشكّل هذا تهديدًا لباكستان المجاورة، التي تواجه سكانها البشتونيين الذين أثاروا اضطرابات. في منتصف السبعينيات بدأ رئيس الوزراء الباكستاني ذو الفقار علي بوتو في تشجيع القادة الإسلاميين الأفغان مثل برهان الدين رباني وقلب الدين حكمتيار على محاربة النظام. وفي 1978 قُتل داود خان في انقلاب قام به الحزب الشيوعي الأفغاني (PDPA) شريكه السابق في الحكومة. دفع الحزب الشيوعي من أجل التحول الاشتراكي من خلال إلغاء الزيجات المرتبة وتعزيز محو الأمية الجماعية وإصلاح ملكية الأراضي. أدى هذا إلى تقويض النظام القبلي التقليدي وأثار معارضة من القادة الإسلاميين في جميع أنحاء المناطق الريفية، ولكن قمع PDPA ساهم خصوصًا في اندلاع التمرد، وبالذات انتفاضة هرات بقيادة إسماعيل خان. وأحاطت بحزب الشعب الديمقراطي الأفغاني خلافات قيادية داخلية، وأضعفه انقلاب داخلي في 11 سبتمبر 1979، حين أطاح حفيظ الله أمين بنور محمد تركي. بعد أن استشعر ضعف الحزب، تدخل الاتحاد السوفيتي عسكريًا بعد ثلاثة أشهر لإقالة أمين وتثبيت فصيل آخر من الحزب الشيوعي بقيادة بابراك كرمال.

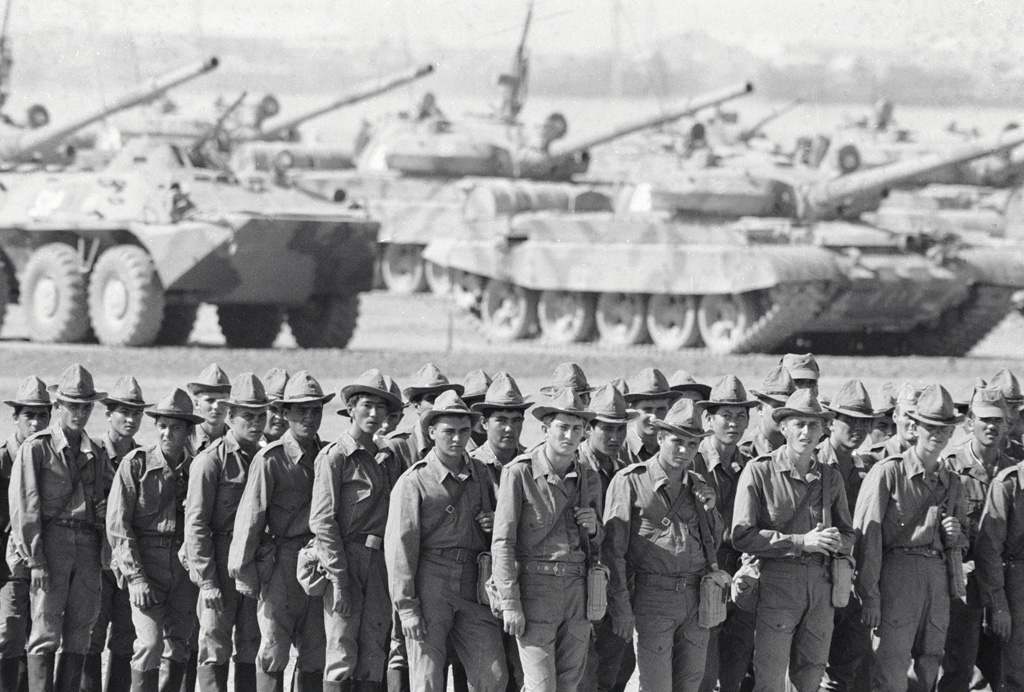
القوات السوفيتية سنة 1986، أثناء الحرب السوفيتية الأفغانية

دفع دخول الاتحاد السوفيتي إلى أفغانستان في ديسمبر 1979 خصومه في الحرب الباردة وهم الولايات المتحدة وباكستان والسعودية والصين إلى دعم المتمردين الذين يقاتلون ضد جمهورية أفغانستان الديمقراطية المدعومة من الاتحاد السوفيتي. على عكس الحكومة العلمانية والاشتراكية التي كانت تسيطر على المدن، كان المجاهدون ذوو الدوافع الدينية يسيطرون على معظم المناطق خارج المدن. إلى جانب رباني وحكمتيار وخان كان من بين قادة المجاهدين الآخرين جلال الدين حقاني. عملت وكالة المخابرات المركزية بشكل وثيق مع المخابرات الباكستانية لتوجيه الدعم الأجنبي للمجاهدين. كما اجتذبت الحرب المتطوعين العرب، المعروفين باسم «الأفغان العرب»، ومنهم أسامة بن لادن.
بعد انسحاب الجيش السوفيتي من أفغانستان في مايو 1989، استمر نظام PDPA بقيادة نجيب الله حتى 1992، عندما حرم انهيار الاتحاد السوفيتي النظام من أي مساعدة، وأدى انشقاق الجنرال الأوزبكي عبد الرشيد دوستم إلى فتح الطريق نحو كابل. مع إخلاء المسرح السياسي من الاشتراكيين الأفغان، تنافس أمراء الحرب الإسلاميون المتبقون على السلطة. بحلول ذلك الوقت، كان بن لادن قد غادر البلاد. كما تضاءل اهتمام الولايات المتحدة بأفغانستان.

### حكم أمراء الحرب (1992-1996)
في عام 1992، أصبح رباني رسميًا رئيسًا لجمهورية أفغانستان الإسلامية، إلا أنه ترتب عليه خوض حرب ضد أمراء حرب آخرين للسيطرة على كابل. في أواخر 1994، هزم أحمد شاه مسعود وزير الدفاع التابع لرباني، حكمتيار في كابل وأنهى القصف المستمر للعاصمة. حاول مسعود الشروع في عملية سياسية على الصعيد الوطني بهدف الدمج الوطني. حافظ أمراء الحرب الآخرون، من بينهم إسماعيل خان في الغرب ودوستم في الشمال، على إقطاعياتهم.
في عام 1994، عاد الملا عمر -مجاهد بشتوني تعلم في المدارس الإسلامية- إلى قندهار وأسس طالبان. كان أتباعه طلاب دين عُرفوا بالطالبان، وسعوا إلى إنهاء أميرية الحرب من خلال التزام صارم بالشريعة الإسلامية. بحلول نوفمبر 1994، كانت طالبان قد استولت على كامل ولاية قندهار. ورفضوا عرض الحكومة بالانضمام إلى حكومة ائتلافية وساروا نحو كابل سنة 1995.

### إمارة طالبان ضد التحالف الشمالي
تلت انتصارات طالبان الأولى سنة 1994 سلسلة من الهزائم المكلفة. قدمت باكستان دعمًا قويًا لطالبان. وصف محللون مثل أمين سيكال الحركة بأنها تتطور إلى قوة بالوكالة لمصالح باكستان الإقليمية، الأمر الذي نفته طالبان. بدأت طالبان قصف كابول مطلع 1995، لكن مسعود دفعها على الانسحاب.
في 27 سبتمبر 1996 استولت طالبان مع دعم عسكري من باكستان ودعم مالي من السعودية، على كابول وأسست إمارة أفغانستان الإسلامية. وفرضت تفسيرها الأصولي للإسلام في المناطق التي كانت تحت سيطرتها، وأصدرت فتاوى تمنع النساء من العمل خارج المنزل أو الذهاب إلى المدرسة أو مغادرة منازلهن ما لم يرافقهن قريب ذكر. بحسب الخبير الباكستاني أحمد رشيد، «بين عامي 1994 و1999، تدرَّب وحارب في أفغانستان ما يقدر بنحو 80 ألف حتى 100 ألف باكستاني» إلى جانب طالبان.
أنشأ مسعود ودوستم الأعداء الألداء السابقين جبهة موحدة ضد طالبان، عرفت باسم التحالف الشمالي. بالإضافة إلى قوة مسعود الطاجيكية وأوزبك دوستم، ضمت الجبهة المتحدة فصائل الهزارة وقوات البشتون بقيادة قادة مثل عبد الحق وحجي عبد القادر. كما جمع عبد الحق عددًا محدودًا من البشتون المنشقين عن طالبان. اتفق كلاهما على العمل مع الملك الأفغاني المنفي ظاهر شاه. تلقى تحالف الشمال درجات متفاوتة من الدعم من روسيا وإيران وطاجيكستان والهند. ولكن استولت طالبان على مزار شريف سنة 1998 ودفعت دوستم إلى المنفى.
كان الصراع وحشيًا. وفقًا للأمم المتحدة ارتكبت حركة طالبان، أثناء محاولتها إحكام سيطرتها على شمال وغرب أفغانستان مذابح ممنهجة ضد المدنيين. صرح مسئولو الأمم المتحدة أنه كانت هناك 15 مجزرة بين 1996 و 2001. استهدفت طالبان خصوصًا الهزارة الشيعة. انتقامًا لمقتل 3000 سجين من طالبان على يد الجنرال الأوزبكي عبد الملك بهلوان سنة 1997، وقتلت طالبان حوالي 4000 مدني بعد الاستيلاء على مزار شريف في 1998.
ولم يأتي 2001 إلا وكانت طالبان تسيطر على حوالي 90٪ من البلاد، مع اقتصار تحالف الشمال على الزاوية الشمالية الشرقية للبلاد. وكان إلى جانب طالبان حوالي 28,000 - 30,000 باكستاني و 2000-3000 مقاتل من القاعدة. تم تجنيد العديد من الباكستانيين من المدارس الدينية. أكدت وثيقة صادرة عن وزارة الخارجية الأمريكية في 1998 أن «20-40٪ من جنود طالبان [النظاميين] هم باكستانيون». وقالت الوثيقة إن العديد من آباء هؤلاء الرعايا الباكستانيين «لا يعرفون شيئًا عن تورط أطفالهم العسكري مع طالبان حتى يتم إعادة جثثهم إلى باكستان». وطبقاً لتقرير وزارة الخارجية الأمريكية وتقارير هيومن رايتس ووتش، فإن مواطنين باكستانيين آخرين يقاتلون في أفغانستان كانوا جنوداً نظاميين، وبالذات من فيلق الحدود، ولكن هناك أيضًا من الجيش قدموا دعمًا قتاليًا مباشرًا. كان لدى اللواء 055 ما لا يقل عن 500 رجل خلال وقت الغزو، ويعتقد أن ما لا يقل عن 1000 عربي إضافي قد وصلوا إلى أفغانستان في أعقاب هجمات 11 سبتمبر وعبروا من باكستان وإيران وكان العديد منهم متمركزين في جلال أباد وخوست وقندهار ومزار شريف. كانت هناك شائعات في الأسابيع التي سبقت هجمات 11 سبتمبر بأن جمعة نمنجاني قد  عُيَّن أحد كبار القادة في اللواء 055.

### القاعدة
في أغسطس من العام 1996، اضطرّ ابن لادن إلى مغادرة السودان وحطّ في جلال آباد، بأفغانستان. كان قد أسس تنظيم القاعدة في أواخر الثمانينيات من القرن العشرين لدعم المجاهدين في قتال السوفييت، ولكنه أُحبط بسبب الاحتراب الداخلي الذي نشب بين أمراء الحرب. وثّق علاقته بالملا عمر وانتقل بعمليات القاعدة إلى شرق أفغانستان.
وجدت لجنة 11 سبتمبر في الولايات المتحدة أنه في ظل حكم طالبان، تمكّنت القاعدة  من استخدام أفغانستان كمركز لتدريب مقاتليها وتلقينهم فِكرها، واستيراد الأسلحة، والتنسيق مع الجهاديين الآخرين، والتخطيط لأعمال إرهابية. بالإضافة إلى إدارة القاعدة معسكراتها الخاصة في أفغانستان، فقد دعمت كذلك معسكرات تدريب لمنظمات أخرى. خرّجت هذه المعسكرات ما مجموعه  10,000 إلى 20,000 مقاتل قبل 11 سبتمبر، وأُرسِل معظمهم للقتال في صفوف طالبان ضد الجبهة المتحدة. ولكن لم يُجنّد سوى القليل منهم في تنظيم القاعدة.
بعد اتضاح صِلة ابن لادن بتفجيرات السفارة الأمريكية في أغسطس 1998، أمر الرئيس الأمريكي بيل كلينتون بتوجيه ضربات صاروخية على معسكرات تدريب المسلحين في أفغانستان. ضغط المسؤولون الأمريكيون على طالبان لتسليم ابن لادن. وفي العام 1999، فرض مجلس الأمن التابع للأمم المتحدة عقوبات على طالبان، داعيًا إلى تسليم ابن لادن. لطالما رفضت طالبان تلك المطالب، بالرغم من ورود تقارير تُفيد بوجود محاولات للتفاوض على تسليم طالبان لابن لادن.
في التسعينيات عمِلت فرق العمليات الخاصة شبه العسكرية التابعة لوكالة الاستخبارات المركزية (سي آي إيه) سرًّا في أفغانستان لتحديد مكان أسامة بن لادن لقتله أو اعتقاله. خططت هذه الفرق لعدة عمليات، لكنها لم تتلق أمر البدء من الرئيس كلينتون. أدت مساعيهم إلى بناء علاقات مع قادة أفغان وأثبتت فائدتها خلال الغزو في العام 2001. 

### تغيير في سياسة الولايات المتحدة تجاه أفغانستان
خلال إدارة كلينتون كانت الولايات المتحدة تميل إلى تفضيل باكستان ولم يكن لديها سياسة واضحة تجاه أفغانستان حتى 1998-1999. فعلى سبيل المثال أمرت روبن رافيل من وزارة الخارجية الأمريكية مسعود بالاستسلام لطالبان سنة 1997. ورد مسعود بأنه طالما كان يسيطر على منطقة بحجم قبعته، فإنه سيستمر في الدفاع عنها من طالبان. في نفس الوقت تقريبًا سافر كبار مسؤولي السياسة الخارجية في إدارة كلينتون إلى شمال أفغانستان لمحاولة إقناع الجبهة المتحدة بعدم الاستفادة من فرصة تحقيق مكاسب مهمة ضد طالبان. وأصروا على أن الوقت قد حان لوقف إطلاق النار وفرض حظر توريد الأسلحة. في ذلك الوقت بدأت باكستان بتمويل سعودي «جسرًا جويًا شبيهًا ببرلين لإعادة إمداد طالبان وإعادة تجهيزها».
ولكن بعد تفجير سفاراتها سنة 1998 تغيرت السياسة الأمريكية تجاه أفغانستان. حيث وجهت إلى أسامة بن لادن لائحة اتهام لتورطه في تفجيرات السفارتين. وفي 1999 طالب مجلس الأمن في قراره رقم 1267 طالبان بتسليم أسامة بن لادن لمحاكمته في الولايات المتحدة وإغلاق جميع مخيمات القاعدة في أفغانستان. كان التعاون الوحيد بين مسعود والولايات المتحدة في ذلك الوقت هو محاولة مع وكالة المخابرات المركزية لتعقب بن لادن بعد تفجيرات 1998. لم تقدم الولايات المتحدة أو الاتحاد الأوروبي أي دعم لمسعود في محاربة طالبان.
وفي سنة 2001 كان التغيير في السياسة الذي سعى إليه ضباط وكالة المخابرات المركزية وهم يعرفون أن مسعود جاهز للتنفيذ. بدأ محامو وكالة المخابرات المركزية في صياغة نتيجة رسمية لتوقيع الرئيس جورج دبليو بوش، تسمح ببرنامج عمل سري في أفغانستان. ستكون الأولى منذ عقد من الزمن التي تسعى للتأثير على مسار الحرب الأفغانية لصالح مسعود. يُزعم أن ريتشارد كلارك الذي كان رئيس مجموعة مكافحة الإرهاب الأمنية في إدارة كلينتون ثم مسؤول في إدارة بوش لاحقًا، قدم خطة إلى مستشارة بوش للأمن القومي القادمة كوندوليزا رايس في يناير 2001.
تم إجراء تغيير في سياسة الولايات المتحدة في أغسطس 2001. حيث وافقت إدارة بوش على خطة لبدء دعم مسعود. اتفق اجتماع لكبار مسؤولي الأمن القومي على تقديم إنذار لطالبان لتسليم بن لادن وعناصر آخرين في القاعدة. وإذا رفضت طالبان ستقدم الولايات المتحدة مساعدة عسكرية سرية للجماعات المناهضة لطالبان. وإذا فشل كلا الخيارين اتفق النواب على أن الولايات المتحدة ستسعى للإطاحة بنظام طالبان من خلال إجراءات أكثر جرأة.

### تحالف الشمال عشية 11 سبتمبر
كان أحمد شاه مسعود القائد الأوحد للجبهة المتحدة. وقد فر العديد من المدنيين إلى المناطق الخاضعة لسيطرته. في المجمل، تشير التقديرات إلى فرار مليون شخص من طالبان إليه.
وفي أواخر 2000 جمع مسعود رسميًا هذا التحالف الجديد في اجتماع في شمال أفغانستان لمناقشة اللويا جيرغا أو مجلس شيوخ تقليدي لتسوية الاضطرابات السياسية في أفغانستان. لقد تطور هذا الجزء من خطة السلام بين البشتون والطاجيك والهزارة والأوزبك. وكان من بين الحاضرين حامد كرزاي.
وفي بداية 2001 ألقى أحمد شاه مسعود ومعه زعماء من جميع أنحاء أفغانستان خطابًا أمام البرلمان الأوروبي في بروكسل مطالبين المجتمع الدولي بتقديم المساعدة الإنسانية لشعب أفغانستان. وذكر أن طالبان والقاعدة أدخلوا تصورًا خاطئًا جدًا للإسلام، وأنه بدون دعم باكستان وبن لادن لن تتمكن طالبان من الاستمرار في حملتها العسكرية لمدة تصل إلى عام. في هذه الزيارة إلى أوروبا حذر أيضًا من أن معلوماته الاستخباراتية قد جمعت معلومات حول هجوم وشيك على الأراضي الأمريكية.
اغتيل أحمد شاه مسعود في 9 سبتمبر 2001 في عملية انتحارية، وكان ذلك قبل يومين فقط من أحداث 11 سبتمبر. ويعتقد أن أسامة بن لادن زعيم تنظيم القاعدة المتحالف مع طالبان أرسل عنصرين من التنظيم نجحا في اغتياله في بلدة «خواجة بهاء الدين» بولاية تخار الشمالية قرب طاجيكستان حين تظاهرا بأنهما صحفيان وحملا معهما كاميرا ملغومة.

### هجمات 11 سبتمبر

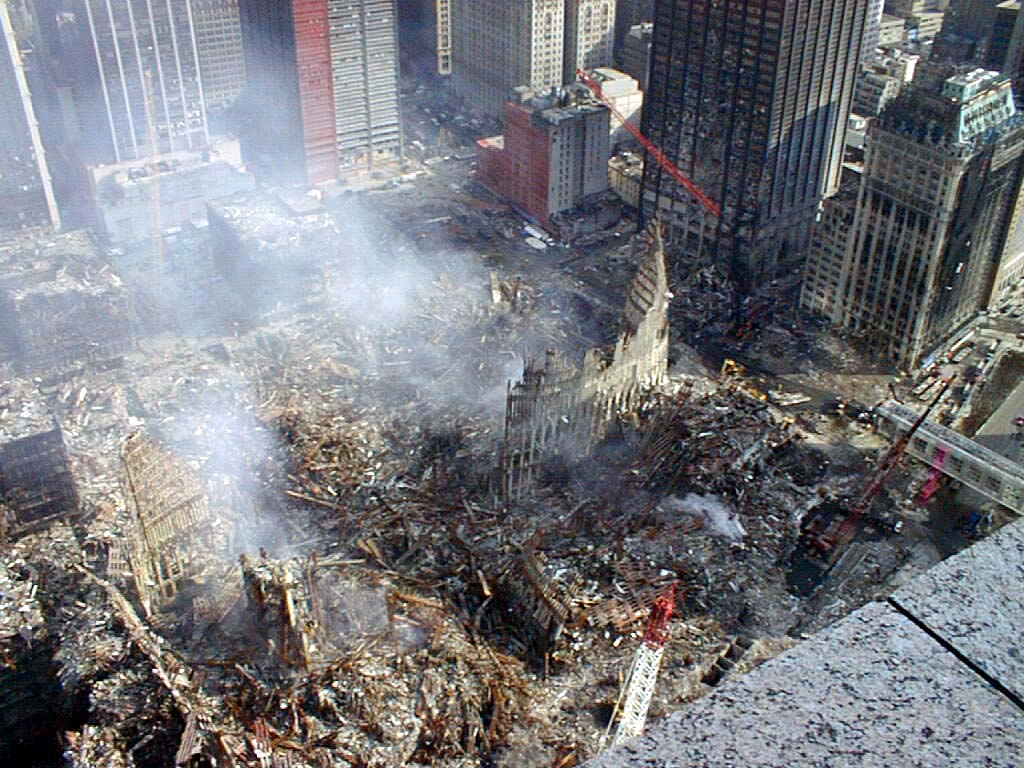
المنطقة صفر في نيويورك بعد هجمات 11 سبتمبر 2001

في صباح يوم 11 سبتمبر 2001 جرى تنفيذ أربع هجمات منسقة على الولايات المتحدة، باستخدام أربع طائرات ركاب نفاثة تجارية تم اختطافها. قام الخاطفون بضرب طائرتين من طائرات ركاب عمداً في البرجين التوأمين لمركز التجارة العالمي في مدينة نيويورك. انهار المبنيان في غضون ساعتين من الأضرار الناجمة عن الحرائق الناجمة عن الضربة، وتعرضت المباني المجاورة للدمار، وتضررت مباني أخرى أبعد. واصطدمت الطائرة الثالثة بمبنى البنتاغون في مقاطعة أرلنغتون (فيرجينيا). أما الطائرة الرابعة فسقطت في حقل زراعي بالقرب من شانكسفيل بنسلفانيا بعد أن حاول بعض ركابها وطاقم الطائرة استعادة السيطرة على الطائرة، التي أعاد الخاطفون توجيهها نحو واشنطن العاصمة لاستهداف البيت الأبيض أو مبنى الكابيتول. لم يكن هناك ناجون من الرحلات الجوية. إجمالاً قُتل 2996 شخصًا ومنهم 19 مختطفًا، وأصيب أكثر من 6000 آخرين في الهجمات. طبقاً لإدارة الصحة بولاية نيويورك، توفي 836 مسعف أول ومنهم رجال الإطفاء وأفراد الشرطة حتى يونيو 2009.
في 11 سبتمبر شجب وزير خارجية طالبان وكيل أحمد متوكل الهجوم الإرهابي أياً كان من يقف وراءه، وقد أصدر الملا عمر على الفور بياناً قال فيه إن بن لادن غير مسؤول. في اليوم التالي وصف الرئيس بوش الهجمات بأنها أكثر من مجرد «أعمال إرهابية» ولكنها «أعمال حرب»، وقرر متابعة وقهر عدو لن يعد آمنًا في مكمنه. قال سفير طالبان لدى باكستان عبد السلام ضعيف في 13 سبتمبر 2001 إن طالبان ستنظر في تسليم بن لادن إذا كان هناك دليل قوي يربطه بالهجمات. على الرغم من أن أسامة بن لادن نفى أي تورط له في بيان صدر في 17 سبتمبر 2001، وفي مقابلة أجريت في 29 سبتمبر 2001.

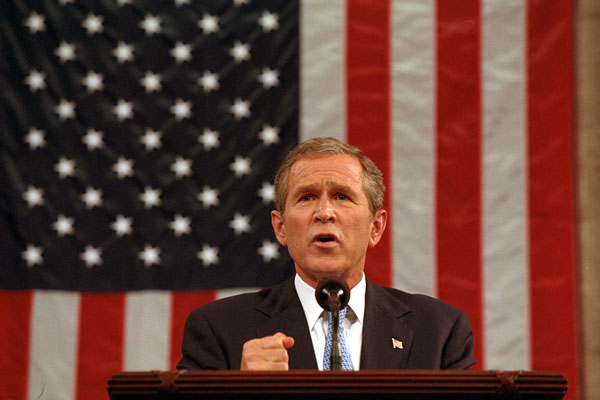
في خطاب ألقاه أمام جلسة مشتركة للكونجرس الأمريكي في 20 سبتمبر 2001، طالب الرئيس الأمريكي جورج دبليو بوش حركة طالبان بتسليم أسامة بن لادن وتدمير مراكز القاعدة.

طالبت وزارة الخارجية في مذكرة بتاريخ 14 سبتمبر طالبان بتسليم جميع المنتسبين المعروفين للقاعدة في أفغانستان، وتقديم معلومات استخبارية عن بن لادن والمرتبطين به، وطرد جميع الإرهابيين من أفغانستان. ونقل مدير المخابرات الباكستانية محمود أحمد تلك المطالب إلى الملا عمر والقيادة العليا لطالبان في 18 سبتمبر، ولم يكن ردهم سلبياً من جميع النقاط. أفاد محمود أن قيادة طالبان كانت في حالة تأمل عميق وتنتظر توصية من المجلس الأعلى لرجال الدين الذي كان يجتمع للبت في الأمر. وفي 20 سبتمبر طالب الرئيس بوش في خطاب ألقاه أمام الكونجرس طالبان بتسليم بن لادن وغيره من الإرهابيين المشتبه بهم وتدمير مقار القاعدة. «هذه المطالب ليست مفتوحة للتفاوض أو النقاش. يجب على طالبان التصرف والعمل على الفور. سيسلمون الإرهابيين أو سيشاركونهم المصير».
في نفس اليوم بعد اجتماع مجلس شورى ضم أكثر من 1000 من العلماء المسلمين من جميع أنحاء أفغانستان لتقرير مصير بن لادن، أصدر المجلس فتوى أعرب عن حزنه على الوفيات في هجمات 11 سبتمبر، وأوصي بأن تقنع الإمارة الإسلامية بن لادن بمغادرة بلادهم، ودعوة الأمم المتحدة ومنظمة التعاون الإسلامي لإجراء تحقيق مستقل في الأحداث الأخيرة لتوضيح الواقع ومنع مضايقة الأبرياء. واستمرت الفتوى في التحذير من أنه في حالة عدم موافقة الولايات المتحدة على قرارها وغزو أفغانستان، فإن الجهاد يصبح أمرًا لجميع المسلمين. ومع ذلك في نفس اليوم قال سفير طالبان في باكستان: «نحن لن نسلم أسامة بن لادن ولا نطلب منه مغادرة أفغانستان». رفضت الولايات المتحدة تلك الإجراءات باعتبارها غير كافية.

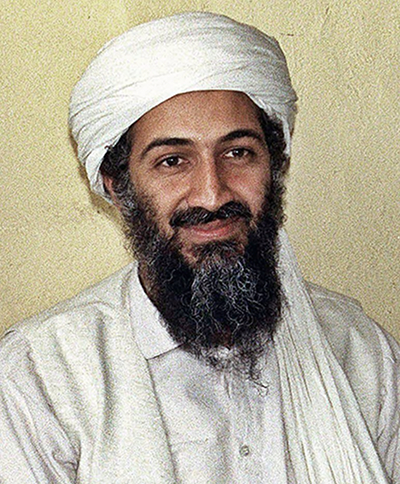
عقب أحداث 11 سبتمبر مباشرة، سعت طالبان للحصول على أدلة على تورطه في الهجمات، لأن أسامة بن لادن نفى مرارًا وتكرارًا أن يكون له أي دور.

في 21 سبتمبر رد ممثلو طالبان في باكستان بتحدي على مطالب الولايات المتحدة. وقال ضعيف إن طالبان مستعدة إذا لزم الأمر للحرب مع الولايات المتحدة. وحذر نائبه سهيل شاهين حذر من أن الغزو الأمريكي سيكون له نفس المصير الذي حل ببريطانيا العظمى والاتحاد السوفيتي في القرون الماضية. وأكد أن قرار رجال الدين «مجرد توصية» وأن ابن لادن لن يطلب منه مغادرة أفغانستان. لكنه قال: «إذا قدم الأمريكيون أدلة، فسنتعاون معهم ... في أمريكا، أعتقد إذا كنت أنك إرهابي، فهل من المناسب أن تعاقب بدون دليل؟»، قال:«هذا مبدأ دولي. إذا كنت تستخدم هذا المبدأ، فلماذا لا تطبقه على أفغانستان؟» وكما صاغ في وقت سابق الملا عمر فإن طلب الأدلة كان مرتبطًا باقتراح تسليم بن لادن للمحاكمة أمام محكمة إسلامية في دولة إسلامية أخرى. ولم يتطرق إلى مطالب تسليم الإرهابيين المشتبه بهم الآخرين أو إغلاق معسكرات التدريب.
في 24 سبتمبر أخبر محمود السفير الأمريكي في باكستان أنه في حين أن طالبان ضعيفة وغير مستعدة لمواجهة الهجوم الأمريكي، فإن النصر الحقيقي يأتي من خلال المفاوضات، لأنه إذا تم القضاء على طالبان فإن أفغانستان ستعود إلى فترة أمراء الحرب. وفي 28 سبتمبر قاد محمود وفداً من ثمانية زعماء دينيين باكستانيين لإقناع الملا عمر بقبول قيام علماء مسلمين من الدول الإسلامية بفحص الأدلة وتقرير مصير بن لادن، لكن الملا عمر رفض.
وفي 28 سبتمبر علق بوش:«أولاً، لا توجد مفاوضات [كذا] مع طالبان. لقد سمعوا ما قلته، والآن يمكنهم التصرف. وليس السيد بن لادن فقط هو الذي سنجلبه [كذا] إلى العدالة؛ بل كل شخص مرتبط بمنظمته موجود في أفغانستان. وليس فقط أولئك المرتبطين مباشرة بالسيد بن لادن، بل يجب تسليم كل إرهابي يتم إيواؤه وإطعامه في أفغانستان. وأخيراً نتوقع أن يكون هناك دمار كامل من المعسكرات الإرهابية. هذا ما قلته لهم؛ هذا ما أعنيه. ونتوقع منهم ليس فقط سماع ماأقوله، بل والقيام بشيء حيال ذلك».
وفي 1 أكتوبر وافق الملا عمر على اقتراح قاضي حسين أحمد رئيس الرابطة الإسلامية الباكستانية لنقل بن لادن إلى باكستان، حيث سيُحتجز رهن الإقامة الجبرية في بيشاور وأمام محكمة دولية في إطار الشريعة الإسلامية. وقيل إن الاقتراح حصل على موافقة بن لادن. إلا أن الرئيس الباكستاني برويز مشرف رفض الخطة لأنه لن يستطيع ضمان سلامة بن لادن. في 2 أكتوبر ناشد ضعيف الولايات المتحدة للتفاوض: لا نريد مضاعفة مشاكل الناس أو البلد أو المنطقة". وتوسل إلى أن الشعب الأفغاني يحتاج إلى الغذاء ويحتاج إلى المساعدة ويحتاج إلى مأوى وليس إلى حرب. إلا أنه كرر أنه لن يتم تسليم بن لادن ولا أي شخص آخر مالم يتم تقديم الأدلة.

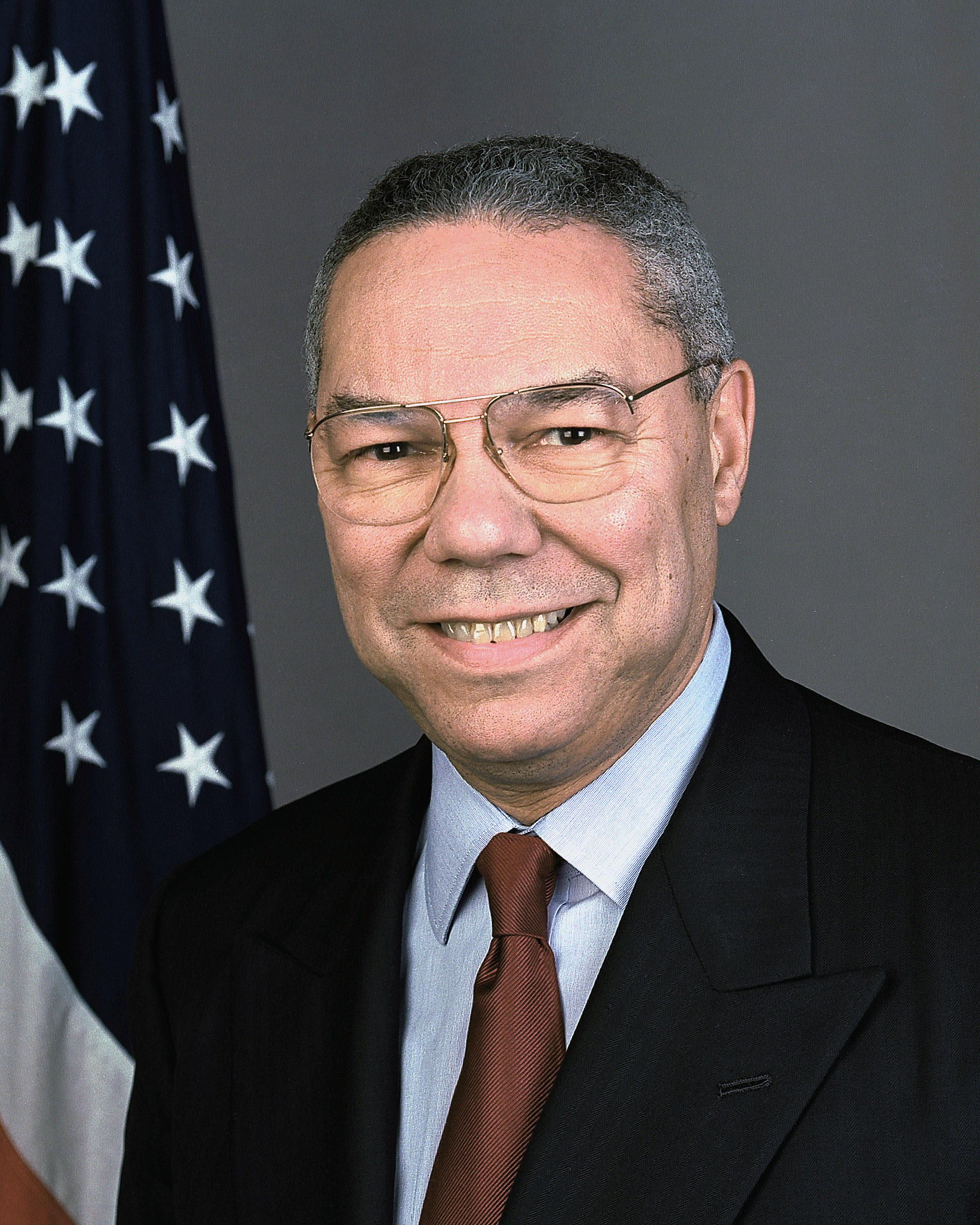
وزير الخارجية الأمريكي كولن باول

قال متحدث باسم وزارة الخارجية الأمريكية رداً على سؤال حول مشاركة الأدلة مع طالبان:«إجابتي أولاً وقبل كل شيء هي أن هذا يثير دهشتي باعتباره طلبًا للتأخير والمراوغة وليس طلبًا جديًا. وثانيًا هم قد تأخروا بالفعل. وهو مطلوب منهم بموجب قرارات الأمم المتحدة المتعلقة بالتفجيرات في شرق إفريقيا لتسليم القاعدة وقيادتها، وإغلاق شبكة العمليات في بلادهم. يجب ألا يكون هناك مزيد من التأخير. ليس هناك سبب لطلب أي شيء آخر. فهم بالفعل تحت هذا الالتزام الدولي، وعليهم الوفاء به». دعا رئيس الوزراء البريطاني توني بلير طالبان إلى تسليم الإرهابيين أو الاستسلام للسلطة.
ومع ذلك تم عرض بعض الأدلة على تورط بن لادن في هجمات 11 سبتمبر على الحكومة الباكستانية، التي ذكر قادتها لاحقًا أن المواد التي شاهدوها «توفر أساسًا كافيًا لتوجيه الاتهام في محكمة قانونية». تبادل رئيس المخابرات الباكستانية الفريق محمود أحمد المعلومات التي قدمتها له الولايات المتحدة مع قادة طالبان. وأصدرت الحكومة البريطانية في 4 أكتوبر وثيقة تلخص الأدلة التي تربط بن لادن بالهجمات. وذكرت الوثيقة أن طالبان قد حُذرت مرارًا وتكرارًا في الماضي من إيواء بن لادن لكنها رفضت تسليمه كما طالب المجتمع الدولي. وادعوا أنهم قدموا الأدلة لطالبان حول تورط بن لادن في تفجيرات السفارة 1998 ومع ذلك لم يفعلوا شيئًا.
في 5 أكتوبر عرضت طالبان محاكمة بن لادن في محكمة أفغانية، طالما قدمت الولايات المتحدة ماأسمته «دليلًا قويًا» على إدانته. رفضت حكومة الولايات المتحدة طلب الإثبات باعتباره طلبًا للتأخير أو المراوغة؛ قال قائد الناتو جورج روبرتسون إن الدليل واضح ومقنع. وفي 7 أكتوبر مع بدء حملة القصف الجوي الأمريكية، تجاهل الرئيس بوش الأسئلة المتعلقة بعرض طالبان وقال بدلاً من ذلك: «لقد حذرناهم، فالوقت يمضي». وفي اليوم نفسه بعثت وزارة الخارجية الحكومة الباكستانية برسالة أخيرة إلى طالبان: «تسليم كل قادة القاعدة أو سوف يتم تدمير كل ركن من أركان نظام طالبان».
في 11 أكتوبر قال بوش لطالبان:«لا تزال أمامكم فرصة ثانية. فقط أحضروه واحضروا معه قادته ومعاونيه وغيرهم من البلطجية والمجرمين». وفي 14 أكتوبر عرض مولوي عبد الكبير الرجل الثالث في طالبان تسليم بن لادن إلى دولة ثالثة محايدة إذا قدمت الحكومة الأمريكية دليلاً على إدانته وأوقفت حملة القصف. ومن الواضح أنه لم يستجب لطلب تسليم إرهابيين آخرين مشتبه بهم باستثناء بن لادن. رفض الرئيس بوش العرض باعتباره غير قابل للتفاوض. في 16 أكتوبر طرح وزير خارجية طالبان متوكل عرضًا وسطًا أسقط طلب الأدلة. إلا أن المتوكل لم يكن جزءًا من الدائرة المقربة من الملا عمر، أراد أن يتوقف القصف ليحاول إقناعه بتبني حل وسط.

### الأساس القانوني للحرب
في 14 سبتمبر 2001 أصدر الكونجرس تشريعًا بعنوان «التفويض باستخدام القوة العسكرية ضد الإرهابيين»، ووقع عليه الرئيس بوش يوم 18 سبتمبر 2001. وأجاز استخدام القوات المسلحة الأمريكية ضد المسؤولين عن هجمات 11 سبتمبر ومن يؤويهم. أما المادة 2 (4) من ميثاق الأمم المتحدة الذي وقعت عليه جميع دول التحالف ومنها الولايات المتحدة التي صادقت عليه وجعلت منه قانون الدولة، تحظر تلك المادة «استخدام القوة أو التلويح بها ضد وحدة أراضي أي دولة أو استقلالها السياسي» إلا في الظروف التي يكون فيها جهاز مختص في الأمم المتحدة (مثل مجلس الأمن) قد أذن بذلك، أو في حالة الدفاع عن النفس بموجب المادة 51 من الميثاق. على الرغم من أن مجلس الأمن التابع للأمم المتحدة (UNSC) لم يأذن بالحملة العسكرية بقيادة الولايات المتحدة، فقد جادل البعض بأنها شكل مشروع من أشكال الدفاع عن النفس بموجب ميثاق الأمم المتحدة.
جادل بعض مؤيدي شرعية الغزو بأنه لاحاجة لتفويض من مجلس الأمن الدولي، لأن الغزو كان عمل دفاع جماعي عن النفس منصوص عليه في المادة 51 من ميثاق الأمم المتحدة. وبالتحديد قيل إن سلسلة قرارات مجلس الأمن بشأن أفغانستان تنص على إمكانية إثبات أن طالبان مسؤولة بشكل غير مباشر عن هجمات القاعدة، على أساس توفير أفغانستان الملاذ الآمن لهم. أما الرافضون فقد قالوا أن الغزو هي عملية غير قانونية بموجب المادة 51 لأن هجمات الحادي عشر من سبتمبر لم تكن «هجمات مسلحة» من دولة أخرى، كما هو محدد بموجب المادة 51 من الميثاق: فأفغانستان لم ترتكب ذلك الجرم، ولكن كان من جهات فاعلة من غير الدول. وجادلوا بأن الإجراءات التي اتخذها الإرهابيون في الحادي عشر من سبتمبر لم تُنسب إلى أفغانستان. يتوافق هذا الموقف مع السوابق القضائية لمحكمة العدل الدولية، المعروفة أيضًا باسم المحكمة العالمية والتي تباطأت في الاعتراف بالهجمات التي نفذتها جهات من غير الدول على أنها تُنسب إلى الدول، حتى في الحالات التي تقدم فيها الدول دعمها لأعمال الجهات أو التنظيمات الفاعلة. وقال آخرون أنه حتى لو كانت هجمات 11 سبتمبر تُعزى إلى أفغانستان، فإن رد تحالف الناتو لم يكن دفاعًا عن النفس، لأن هذه الأعمال لا تلبي اختبار التناسب حسب القانون الدولي، كما ذكر في قضية كارولين [الإنجليزية].
وفي 20 ديسمبر 2001 بعد أكثر من شهرين من بدء الهجوم، أجاز مجلس الأمن الدولي إنشاء قوات المساعدة الدولية لإرساء الأمن في أفغانستان (إيساف) لمساعدة السلطة الأفغانية المؤقتة في الحفاظ على الأمن. لم يصدر هذا القرار أي تصريحات صريحة بشأن شرعية الحرب ولكنه قرر أن «الوضع في أفغانستان لا يزال يشكل تهديدًا للسلم والأمن الدوليين» بينما يعيد تأكيد التزامه القوي بالسيادة والاستقلال والسلامة الإقليمية والوحدة الوطنية لأفغانستان .

## 2001: الإطاحة بطالبان

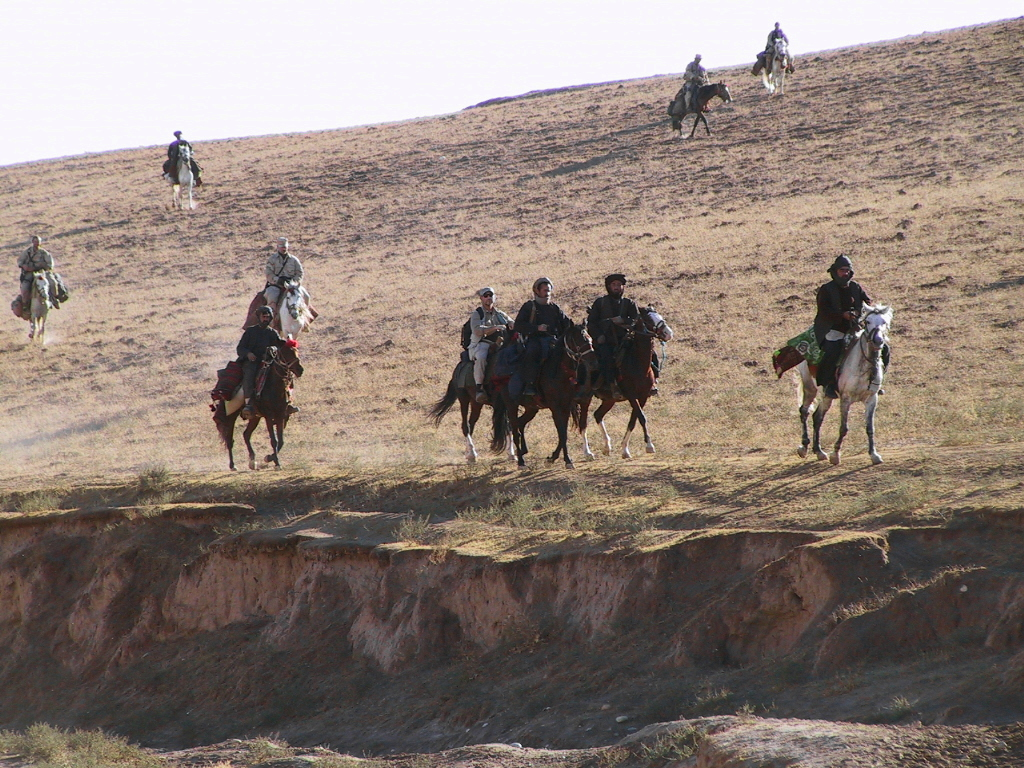
القوات الخاصة الأمريكية ومراقبي القوات الجوية الأمريكية مع قوات التحالف الشمالي على ظهور الخيل

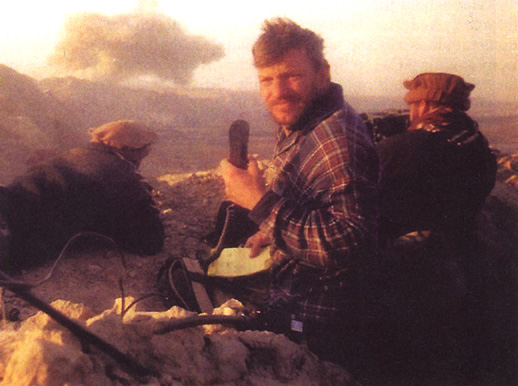
مراقبو القوات الجوية الأمريكية في القتال أثناء غزو أفغانستان سبتمبر 2001. لاحظ الملابس المموهة.

### هيكل القيادة
تحت القيادة العامة للجنرال تومي فرانكس رئيس أركان القيادة المركزية الأمريكية، تم تشكيل أربع فرق عمل رئيسية لدعم عملية الحرية الدائمة: فرقة العمليات الخاصة المشتركة، قوة المهام الجبلية، وفرقة العمل المشتركة بين الوكالات لمكافحة الإرهاب، وفرقة العمليات المدنية العسكرية للتحالف.
وفرقة العمليات الخاصة هي مزيج من العمليات السوداء والبيضاء، وتتكون من ثلاث فرق عمل: العمليات الخاصة المشتركة الشمالية في 10 أكتوبر 2001، وانتشارها في شمال أفغانستان، وفرقة العمليات الخاصة المشتركة الجنوبية في 10 أكتوبر 2001، وانتشارها في جنوب أفغانستان، ومهامها هو الاستطلاع والاستفادة من المواقع الحساسة، وتقديم المشورة للميليشيات المناهضة لطالبان. وفرقة عمليات السيف (أعيد تسميتها لاحقًا باسم Task Force 11) شكلت في أكتوبر 2001، وهي وحدة للعمليات السوداء تحت الإدارة المباشرة لقيادة العمليات الخاصة المشتركة، وهدفها الأساسي هو إمساك أو قتل القيادات العليا والأهداف الثمينة في كل من القاعدة وطالبان.
أما قوة المهام الجبلية المشتركة التقليدية إلى حد كبير. فإنها شكلت في البداية من ثلاثة قيادات فرعية، لكن واحدًا فقط كان عبارة عن قوة عمليات خاصة - فرقة العمل 64. ساهم مشاة البحرية الأمريكية في فرقة العمل 58.
كانت فرقة العمل المشتركة بين الوكالات لمكافحة الإرهاب نشاطًا للتكامل والاندماج الاستخباراتي أداره أفراد من جميع الوحدات المشاركة في عملية الحرية الدائمة - أفغانستان، سواء الولايات المتحدة أو التحالف ومعهم عدد من المخابرات المدنية ووكالات إنفاذ القانون. بلغ مجموعهم 36 فردًا عسكريًا، بالإضافة إلى 57 من وكالات مثل مكتب التحقيقات الفيدرالي ووكالة الأمن القومي ووكالة المخابرات المركزية، بالإضافة إلى ضباط اتصال من قوات العمليات الخاصة التابعة للتحالف. وأدمجت عمليات القوة المتقدمة إداريًا في تلك القوة، وهي عبارة عن وحدة استطلاع قوامها 45 فردًا مكونة من متخصصين في استطلاع قوة دلتا مدعومة بمجموعات مختارة من قوة عمليات البحرية الخاصة، وبدعم من خبراء فنيي دعم الاستخبارات. تم وضع قوة عمليات القوة المتقدمة لدعم فرقة عمليات السيف وتكليفها بالإعداد الاستخباري لساحة المعركة، والعمل عن كثب مع وكالة المخابرات المركزية وتقديم تقارير مباشرة إلى عمليات السيف. وقد أجرت القوة المتقدمة حملة استطلاع سرية بإرسال فرق صغيرة مكونة من شخصين أو ثلاثة أفراد إلى الخطوط الخلفية للقاعدة في الحدود مع باكستان، ونشر مراكز مراقبة لمراقبة تحركات العدو وأرقامه والإبلاغ عنها بالإضافة إلى الاستطلاع البيئي؛ تم إنجاز الكثير من العمل سيرًا على الأقدام أو في مركبات التضاريس.
أما فرقة العمل الأخيرة التي دعمت عملية الحرية الدائمة هي فرقة العمليات المدنية العسكرية للتحالف، والتي كانت مسؤولة عن إدارة الشؤون المدنية والجهود الإنسانية.

### الخطوة الأولى

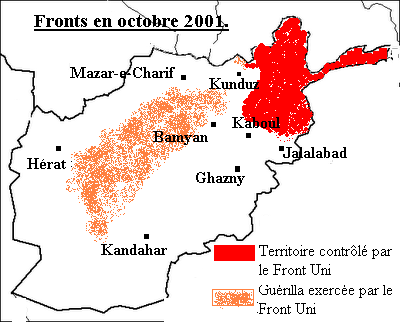
الوضع في أفغانستان وقت الغزو (الأبيض= سيطرة طالبان، الأحمر= سيطرة التحالف الشمالي، النقاط الحمراء= مناطق نشاط تحالف الشمال في حرب العصابات)

بعد خمسة عشر يومًا من هجوم 11 سبتمبر، أي في يوم 26 سبتمبر، دخلت وادي بنجشير مروحية ميل مي-17 تابعة لوكالة المخابرات المركزية بها سبعة أو ثمانية أعضاء من قسم الأنشطة الخاصة ومركز مكافحة الإرهاب التابعين للوكالة. وشكلوا فريق الاتصال بشمال أفغانستان وسمي بالرمز "Jawbreaker". وأحضروا معهم ثلاثة صناديق من الورق المقوى مملوءة بـ 3 ملايين دولار من فئة 100 دولار لشراء الذمم. ثم تواصلوا مع الجنرال محمد فهيم قائد قوات التحالف الشمالي في وادي بنجشير، حيث مهد الطريق لإدخال القوات الخاصة للجيش في المنطقة.:127ff جلب الفريق معه أجهزة اتصالات عبر الأقمار الصناعية لجعل تقاريره الاستخباراتية أن تكون متاحة على الفور لموظفي المقر الرئيسي في لانجلي والقيادة المركزية المسؤولين عن عملية رياح الهلال وعملية الحرية الدائمة. قام الفريق أيضًا بتقييم الأهداف المحتملة لعملية رياح الهلال، وتوفير البحث والإنقاذ القتالي في الحالات القصوى ويمكن أن يوفر تقييم أضرار القنابل للحملة الجوية.
في 28 سبتمبر 2001 وافق وزير الخارجية البريطاني جاك سترو على نشر ضباط جهاز الاستخبارات البريطاني في أفغانستان، باستخدام الأشخاص المتعاونين مع المجاهدين في الثمانينيات والذين لديهم مهارات لغوية وخبرات إقليمية. وفي نهاية الشهر هبطت مجموعة من ضباط MI6 ومعهم 7 ملايين دولار في شمال شرق أفغانستان، واجتمعوا مع الجنرال محمد فهيم من التحالف الشمالي وبدأوا العمل مع جهات اتصال أخرى في الشمال والجنوب لبناء تحالفات، لتأمين دعم وشراء أكبر عدد ممكن من قادة طالبان لتغيير موقفهم أو ترك القتال.

### بداية القصف الجوي

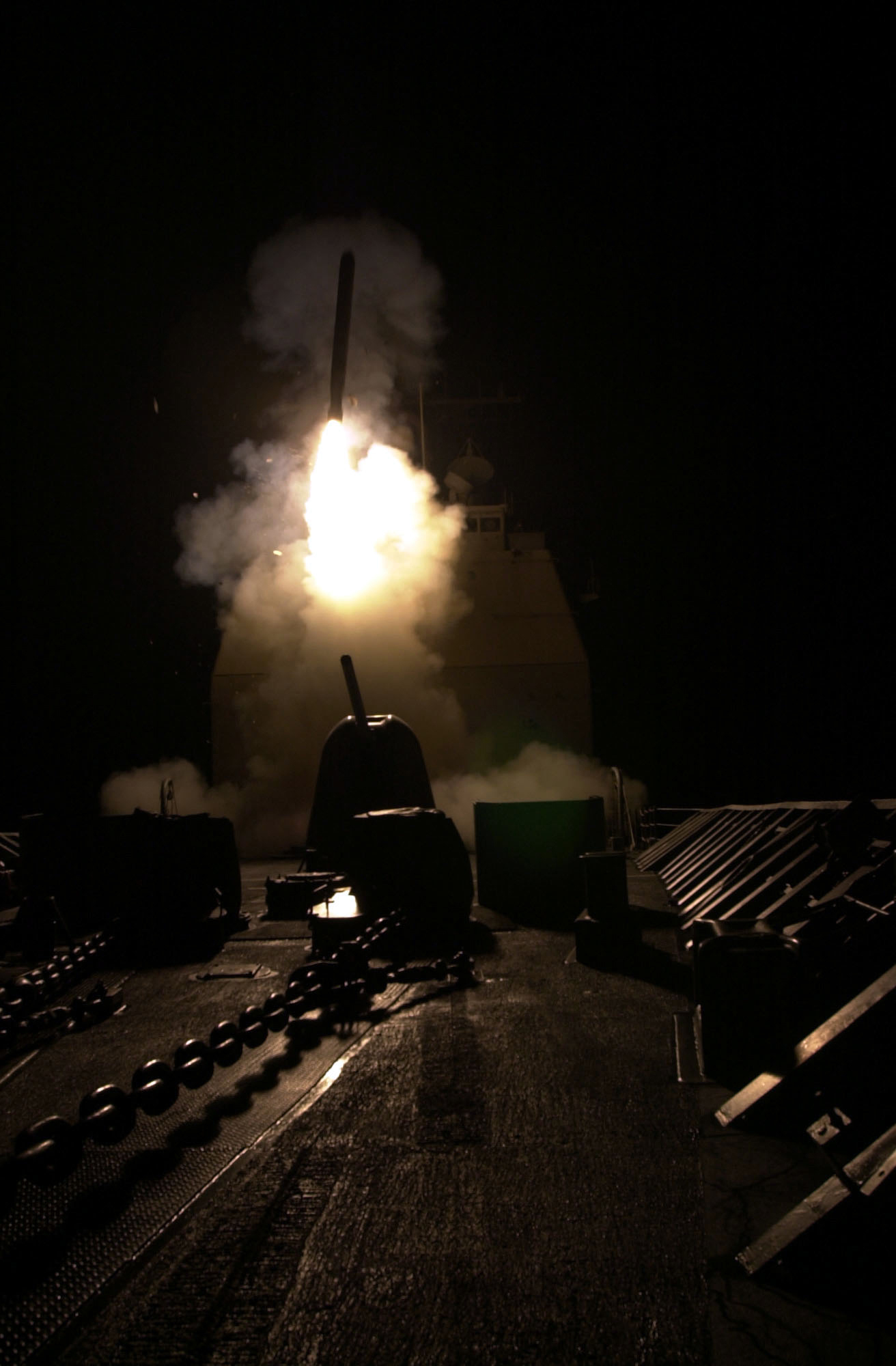
تم إطلاق صاروخ توماهوك كروز من البارجة الأمريكية بحر الفلبين في قصف ضد معسكرات تدريب القاعدة والمنشآت العسكرية لطالبان في أفغانستان يوم 7 أكتوبر 2001.

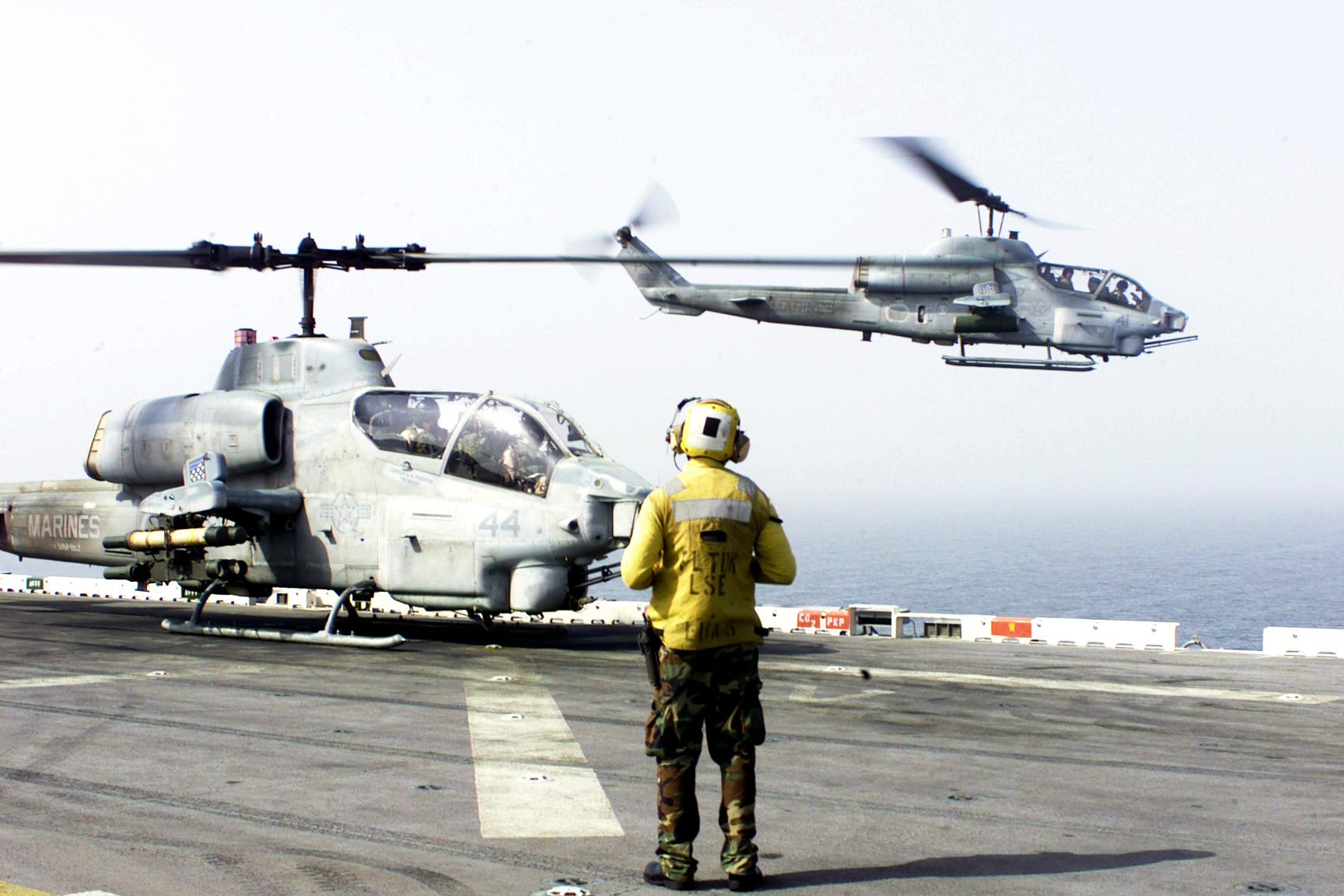
طائرات هليكوبتر AH-1W Super Cobra تقلع من الحاملة USS Peleliu شمال بحر العرب يوم 13 أكتوبر 2001

في 7 أكتوبر 2001 بدأت الولايات المتحدة رسميًا عملياتها العسكرية في أفغانستان. وردت أنباء عن غارات جوية في كابل ومطارها وقندهار (مدينة الملا عمر) وفي مدينة جلال آباد. في اليوم السابق على بدء القصف أصدرت هيومن رايتس ووتش تقريراً حثت فيه على عدم تقديم دعم عسكري لتحالف الشمالي بسبب سجله الحقوقي.
في الساعة 17:00 بالتوقيت العالمي أكد الرئيس بوش الضربات في خطابه للأمة، كما خاطب رئيس الوزراء بلير شعبه. وصرح بوش بأنه سيتم استهداف مواقع عسكرية تابعة لطالبان وأراضي تدريب إرهابيين. سيتم إسقاط الغذاء والدواء والإمدادات على رجال ونساء وأطفال أفغانستان الجياع «المعذبين». تم تدمير معظم صواريخ طالبان أرض-جو SA-2 وSA-3 التي عفا عليها الزمن، بالإضافة إلى وحدات الرادار والقيادة المستهدفة في الليلة الأولى إلى جانب أسطول طالبان الصغير من طائرات ميج-21 وسوخوي سو-17.
قصفت الطائرات الأمريكية معسكرات التدريب والدفاعات الجوية لطالبان، ومنها مروحيات الهجومية أباتشي. أطلقت البارجات والمدمرات الأمريكية وغواصات البحرية الملكية عدة صواريخ توماهوك كروز.
ركزت الضربات في البداية على كابول وجلال أباد وقندهار. في غضون أيام قليلة تعرضت معظم مواقع تدريب طالبان لأضرار بالغة ودمرت الدفاعات الجوية. ركزت الحملة على أهداف القيادة والسيطرة والاتصالات. عدا صمود الجبهة المواجهة للتحالف الشمالي ولكن لم تحصل أي مواجهات ميدانية ناجحة هناك.
خلال الضربات الجوية الأولية، كانت حامية من اللواء 055 بالقرب من مزار شريف واحدة من أولى الأهداف للطائرات الأمريكية. ووصف دونالد رامسفيلد القوات بأنها «القوة البرية التي يهيمن عليها تنظيم القاعدة».
وكان بن لادن قد نشر في وقت سابق شريط فيديو يدين فيه جميع الهجمات في أفغانستان.
في 18 أكتوبر 2001 تم نقل مفرزة العمليات ألفا المكونة من 12 فردًا من مجموعة القوات الخاصة الخامسة بالإضافة إلى وحدات التحكم في القتال الجوي بواسطة مروحية من قاعدة كرشي خان أباد الجوية في أوزبكستان:127ff أكثر من 300 كيلومتر (190 ميل) عبر جبال هندو كوش 16,000 قدم (4,900 م) في ظروف عدم الرؤية بواسطة طائرتي هليكوبتر من طراز MH-47E من طراز شينوك إلى وادي داريسوف جنوب مزار شريف مباشرة. وارتبطوا مع وكالة المخابرات المركزية والتحالف الشمالي. وفي غضون أسابيع قليلة استولى تحالف الشمال بمساعدة القوات البرية والجوية الأمريكية على عدة مدن رئيسية من طالبان.

### عملية الكركدن والوزغ
في ليلة 19 أكتوبر 2001 هبط 200 مظلي من 4 طائرات لوكهيد إم سي-130 على الهدف المسمى كركدن، وهو مدرج هبوط جنوب قندهار، مشطته طائرات لوكهيد إيه سي-130، وقبلها تم تنظيف الموقع بواسطة قاذفات الشبح B2 spirit. أمّن المظليون المكان وأنشئوا (نقطة التسليح وإعادة التزود بالوقود متقدمة) باستخدام قربة الوقود من MC-130s؛ مهدت المهمة الطريق لاستخدامه ليكون مدرج الطائرات لاحقًا، وكانت من أولى القوات التقليدية التي تطأ أفغانستان. لم تقع إصابات في العملية نفسها، على الرغم من مقتل اثنين منهم عندما تحطمت مروحيتهم MH-60L بسبب انعدام الرؤية الجزئي من موقع انطلاقهم في باكستان.
في الوقت نفسه قامت مجموعة من عملاء قوة دلتا بتنفيذ عملية خارج قندهار في موقع معروف باسم أوبجكتيف جيكو - كان الهدف هو الملا عمر، الذي كان يشتبه في أنه كان في معتكفه الصيفي في التلال فوق قندهار. أقلعت أربع طائرات هليكوبتر من طراز MH-47E من حاملة الطائرات يو إس إس كيتي هوك (التي هي قاعدة لقوات العمليات الخاصة) في المحيط الهندي وعلى متنها 91 جنديًا. تم تنظيف المنطقة المستهدفة بنيران طائرات AC-130 وبلاك هوك. لم يواجه المهاجمون أي مقاومة على الهدف ولم يكن هناك ما يشير إلى وجود زعيم طالبان، لذلك تحولوا إلى استغلال الموقع المستهدف لأي معلومات استخباراتية. وبينما كانت الفرق تستعد للخروج اقتربت قوة كبيرة من طالبان من المجمع واشتبكت مع القوات الأمريكية بنيران الأسلحة الصغيرة وقذائف الآر بي جي. اشتبك مشغلو قوة دلتا والمظليون مع جنود طالبان وتطور إلى إطلاق نار كثيف. وقد تمكنت القوة المهاجمة بقطع الاتصال والانسحاب إلى منطقة هبوط طائرات الهليكوبتر. فقدت إحدى طائرات MH-47E منظومة العجلات بعد اصطدامها بجدار لاستخراج القوة الأرضية. وقتل نحو 30 من مقاتلي طالبان في الاشتباك. لم يُقتل جنود أمريكيون، لكن أصيب 12 عاملًا في دلتا. تم إيقاف خطط دلتا في ترك فريق استطلاع في المنطقة بسبب وجود طالبان.

### القصف الجوي المستمر

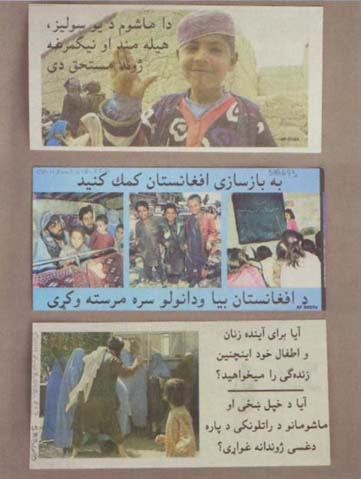
صور من منشورات الدعاية الأمريكية التي أُلقيت فوق أفغانستان

انقسمت مفرزة العمليات ألفا «595 ODA» إلى مجموعتين: ألفا وبرافو. امتطت ألفا على ظهور الخيل مع قوات الجنرال دوستم الأوزبكية إلى مقره للتخطيط للهجوم الوشيك على مزار شريف. وتم تكليف برافو بتطهير وادي داريسوف التابع لطالبان والسفر إلى جبال ألما تاك لإلقاء نظرة فاحصة على منطقة عملياتها.
في 20 أكتوبر 2001، وجه عنصر ألفا من 595 ODA أول قنبلة ذخائر الهجوم المباشر المشترك من طائرة B-52، مما أثار إعجاب دوستم، الذي سخر على طالبان في ترددات الراديو الخاصة بهم. وبعد أسبوعين من بدء الحملة طالب تحالف الشمال بأن تركز الحملة الجوية بشكل أكبر على الخطوط الأمامية. وطالبوا بضربات جوية على الأهداف وقصف مركبات طالبان، والأسلحة المضادة للطائرات، ومدرعاتهم وخنادقهم وإمدادات الذخيرة.
أجرت الولايات المتحدة حربًا نفسية خاصة بها مع طائرات EC-130E Commando Solo التي بثت إرسالًا إذاعيا باللغتين الدارية والباشتو إلى المدنيين الأفغان. تم إسقاط أجهزة الراديو مع الطرود الإنسانية التي تم إصلاحها لتلقي الأخبار والموسيقى الأفغانية فقط من محطة إذاعية تابعة للتحالف. كما أسقطت طائرات العمليات الخاصة التابعة للقوات الجوية أعدادًا ضخمة من منشورات للحرب النفسية، واتهمت طالبان والقاعدة بأنهم مجرمين دمروا أفغانستان، ووعدوا بمبلغ 25 مليون دولار أمريكي لأي شخص يقدم معلومات تؤدي إلى مكان وجود بن لادن.
وفي بداية نوفمبر هاجمت الطائرات الأمريكية الخطوط الأمامية بقنابل «en:Daisy cutter » -وهي قنابل محمولة جوا هائلة القوة تستمد قوتها التدميرية من خليط نترات الأمونيوم ومسحوق الألمنيوم بالهواء- وطائرات حربية من طراز إيه سي -130. وفي الثاني من نوفمبر دُمِرّت خطوط طالبان الأمامية وبدا أن الزحف نحو كابول ممكناً. ووفقًا للمؤلف ستيفن تانر؛
بعد شهر من حملة القصف الأمريكية، بدأ التذمر من حملة القصف الأمريكية يصل إلى واشنطن من أوروبا والشرق الأوسط وباكستان حيث طلب مشرف وقف القصف. بعد أن بدأت الحرب بأكبر مخزون يمكن تخيله من السلطة الأخلاقية، كانت الولايات المتحدة تريد تمريرها خلال هجمات عالية المستوى باستخدام أكثر الاختراعات المروعة التي ابتكرها علماءها.
ساهم فريق برافو التابع لـ ODA 595 في إرشاده للغارات الجوية في وادي داري سوف، مما أدى إلى قطع وتدمير تعزيزات طالبان وإحباط محاولاتها للتخفيف من قواتها المحاصرة في الشمال. وبدأت الضربات الجوية شبه المستمرة تزيد من التأثير بقوة، وبدأت طالبان في الانسحاب نحو مزار شريف. تبعتها قوات دوستم وفريق ألفا التابع لـ ODA 595، وتوقفوا مؤقتًا فقط للمساعدة بإلقاء المزيد من القنابل على مقاتلي طالبان باستخدام محدد الليزر لقوات العمليات الخاصة (SOFLAM)، وهو جهاز ينبعث من نقطة التصويب بالليزر ويمكن أن تتبعها قنبلة ذكية مثل ذخائر الهجوم المباشر المشترك.
وفي سهول شومالي بدأ ODA 555 وفريق CIA Jawbreaker الملحق بقوات فهيم خان في توجيه ضربات جوية على مواقع طالبان المتحصنة في الطرف الجنوبي الشرقي من القاعدة الجوية السوفيتية السابقة في بغرام. أقاموا نقطة مراقبة في برج مراقبة حركة جوي مهجور وبه خطوط رؤية مثالية، بتوجيه قنبلتين Daisy Cutter مما دمر خطوط طالبان. وفي 5 نوفمبر 2001، توقف تقدم دوستم وقواته في قرية باي بيش التي تسيطر عليها طالبان في وادي داري سوف الحيوية استراتيجيًا. وقد تمكنت طالبان المتحصنة من صد هجومين سابقين للتحالف الشمالي. فأعد دوستم رجاله لمتابعة عملية قصف من طائرة B-52 بسلاح الفرسان، وبينما كانت الطائرة B-52 تقترب الموقع، فأسقطت ثلاثة أو أربع قنابل على مواقع طالبان، فتمكن رجال دوستم من القضاء على المدافعين هن طالبان.

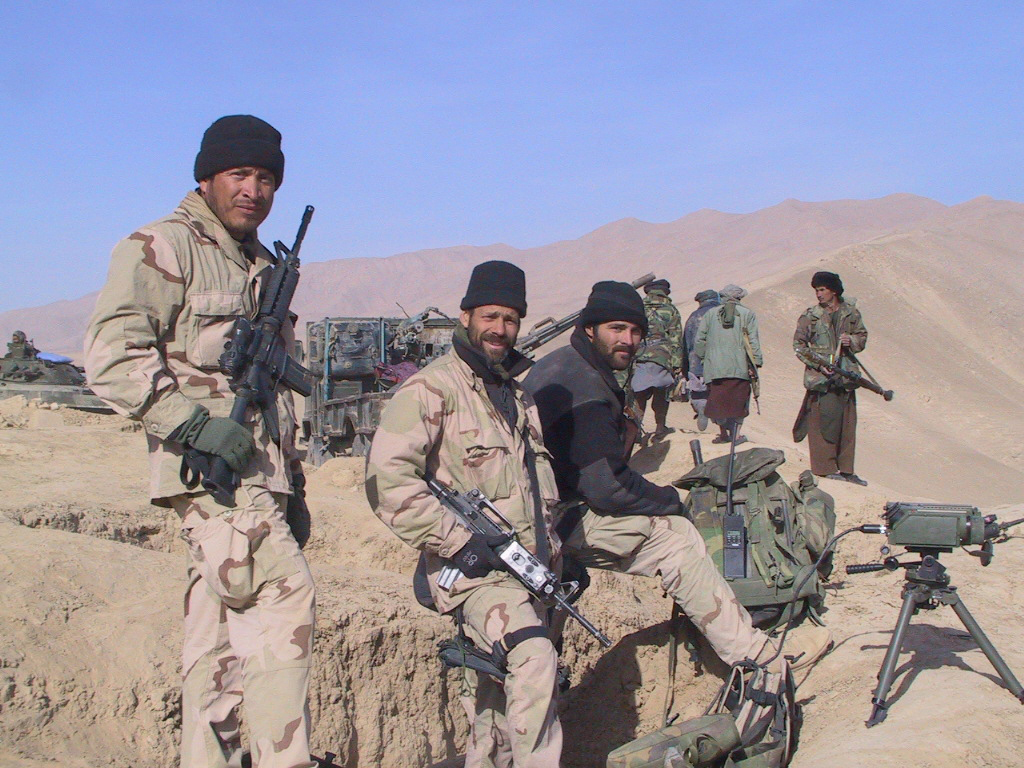
الرقيب ماريو فيجيل (يسار) إلى جانب مقاتلي التحالف الشمالي غرب قندوز، نوفمبر 2001

ذهب بوش إلى نيويورك في 10 نوفمبر 2001 ليلقي كلمة أمام الأمم المتحدة. وقال إن الولايات المتحدة ليست فقط في خطر التعرض لمزيد من الهجمات، ولكن كذلك جميع الدول الأخرى في العالم. لاحظ تانر أن «كلماته لها تأثير. وجددت معظم الدول دعمها للجهود الأمريكية، بما في ذلك التزامات المساعدة المادية من ألمانيا وفرنسا وإيطاليا واليابان ودول أخرى».
تولى مقاتلو القاعدة الأمن في المدن الأفغانية. وكانت قوات التحالف الشمالي تخطط للاستيلاء على مزار شريف، وقطع خطوط إمداد طالبان لتمكين وصول المعدات من الشمال ثم مهاجمة كابول. خلال الأشهر الأولى كان للجيش الأمريكي وجود محدود على الأرض. فقد نسقت القوات الخاصة وضباط الاستخبارات مع الميليشيات الأفغانية وتقدموا بعد تعطيل حركة طالبان بالقصف الجوي.
تقع جبال تورا بورا شرق كابول على الحدود الباكستانية. يعتقد محللون أميركيون أن طالبان والقاعدة قد حفروا فيها شبكات محصنة من الكهوف والمخابئ تحت الأرض. وقد تعرضت المنطقة لقصف مكثف من طائرات B-52.
بدأت أهداف الولايات المتحدة تبتعد عن أهداف التحالف الشمالي. فالولايات المتحدة كانت تواصل البحث عن أسامة بن لادن، بينما أراد تحالف الشمال القضاء على طالبان.

### معركة مزار شريف

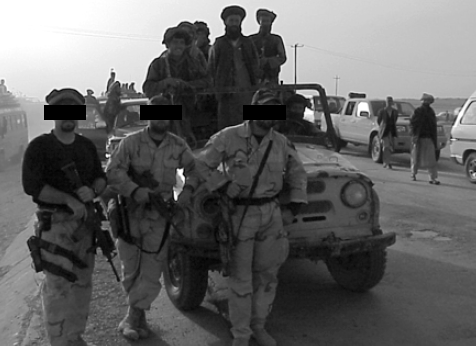
القوات الخاصة بالجيش الأمريكي عند وصولها إلى مزار شريف مع مقاتلي التحالف الشمالي في 10 نوفمبر

تعد مزار شريف مهمة لأنها موطن ضريح علي أو المسجد الأزرق وهو موقع إسلامي مقدس، ولأنها مركز نقل مهم بمطارين رئيسيين وطريق إمداد رئيسي يؤدي إلى أوزبكستان. فالاستيلاء على المدينة يمكّن من وصول المساعدات الإنسانية للتخفيف من أزمة غذاء تلوح في الأفق هددت أكثر من ستة ملايين شخص بالمجاعة. وكان العديد ممن هم في أمس الحاجة إليها يعيشون في مناطق ريفية جنوب وغرب مزار الشريف. وفي 9 نوفمبر 2001 تغلبت قوات التحالف الشمالي بقيادة دوستم وعطا محمد نور على المقاومة عبر جسر بل-إمام-بخري واستولت على القاعدة العسكرية الرئيسية بالمدينة والمطار.
ساعد أعضاء ODA 595 و ODA 534 ومعهم سبعة أعضاء من وكالة المخابرات المركزية حوالي 2000 عضو من التحالف الشمالي في مهاجمة مزار شريف على ظهور الخيل والشاحنات الصغيرة وعربات BMP الناقلة الأفراد. استخدمت القوات الأمريكية الدعم الجوي لتدمير مدرعات ومركبات طالبان. بعد معركة قصيرة ولكنها دامية استمرت 90 دقيقة، انسحبت طالبان مما أدى إلى احتفالات. وذكر مسؤولون من الأمم المتحدة ومنظمات أخرى أن مذبحة قامت بها قوات التحالف الشمالي قد جرت بعد استسلام المدافعين في المدرسة، قبل لحظات من قيام طائرة حربية أمريكية بإلقاء قنبلتين أو أربع قنابل زنة ألف رطل. وانتشر المقاتلون بسرعة للهروب، فأطلق التحالف الشمالي النار عليهم أثناء فرارهم، مما أدى إلى مقتل 800 شخص. وذكرت تقارير لاحقة أن التحالف الشمالي قام بقصف المدرسة، بدلاً من قيام طائرة حربية أمريكية بإلقاء القنابل عليهم،  وبعد المعركة، حصل ستيفن تومات على وسام النجمة الفضية لإرشاده في الهجوم الجوي على ست سيارات ومدرسة.
كان سقوط المدينة بمثابة ضربة هيكلية لطالبان، وأثبت في النهاية أنه صدمة كبيرة، نظرًا لأن القيادة المركزية الأمريكية (CENTCOM) كانت تعتقد أن المدينة ستبقى بيد طالبان حتى العام التالي وأي معركة محتملة ستتطلب تقدمًا بطيئًا للغاية.
بعد شائعات بأن الملا داد الله كان متجهًا لاستعادة المدينة بما يصل إلى 8000 مقاتل، تم نقل ألف جندي أمريكي من الفرقة الجبلية العاشرة جواً إلى المدينة، مما وفر أول موقع قوي يمكن من خلاله الوصول إلى كابل وقندهار. أصبح لدى القوات الجوية الأمريكية الآن مطار يسمح لها بالتحليق بمزيد من الطلعات الجوية لمهام إعادة الإمداد.
بدأت القوات المدعومة من الولايات المتحدة على الفور بالبث من راديو مزار الشريف، قناة صوت الشريعة السابقة لحركة طالبان، ومن ضمنها خطاب للرئيس السابق رباني.
في 10 نوفمبر تم إدخال مشغلين من سرب C SBS عبر طائرتين من طراز C-130 في مطار بغرام بعد الاستيلاء عليه، وتسبب في حدوث مأزق سياسي فوري مع قيادة التحالف الشمالي، التي ادعت أن البريطانيين فشلوا في التشاور بشأن الانتشار. لم تقدم الحكومة البريطانية أي تحذير مسبق أو طلبت إذنًا من التحالف الشمالي للانطلاق. وكان وزير خارجية تحالف الشمال عبد الله عبد الله غاضبًا لأنه اعتبر أن الوصول غير المرغوب فيه انتهاك للسيادة، واشتكى بمرارة إلى رئيس المكتب الميداني لوكالة المخابرات المركزية الأمريكية، مهددًا بالاستقالة إذا لم ينسحب البريطانيون. كما حدث نبهت الحكومة البريطانية نائب رئيس بعثة الأمم المتحدة في أفغانستان من أنها تنشر قوات في بغرام، وإن كان ذلك في ملحوظة بسيطة. عند وصوله في الرحلة الأولى تجاهل العميد غرايم لامب مدير القوات البريطانية الخاصة عبد الله وتوجه إلى وادي بنجشير، حيث قدم احترامه لقبر أحمد شاه مسعود وأجرى محادثات مع قادة تحالف الشمال. حاول وزير الخارجية البريطاني طمأنة تحالف الشمال بأن الانتشار لم يكن طليعة لجيش حفظ السلام البريطاني، لكن قادة التحالف الشمالي لم يصدقوه؛ ومع تهديد تحالف الشمال بإطلاق النار على ناقلات القوات الجوية الملكية الوافدة تم تعليق الانتشار.
في 11 نوفمبر في وسط شمال أفغانستان، قدمت ODA 586 النصيحة للجنرال داود خان خارج مدينة تالقان لتنسيق مجموعة من الضربات الجوية التمهيدية. ولكن فاجأ الجنرال الجميع بشن هجوم مشاة مرتجل حاشد على طالبان التي تسيطر على المدينة. وقبل أن يتم إسقاط القنبلة الأولى سقطت المدينة.

### سقوط كابل
في ليلة 12 نوفمبر فرت قوات طالبان من كابل. فدخلتها في اليوم التالي قوات التحالف الشمالي (بدعم من ODA 555)، فأصبحت كابل بيدهم. وبعد سقوطها توالت الانهيارات في مواقع طالبان. فسقطت جميع المقاطعات الأفغانية على طول الحدود الإيرانية في غضون 24 ساعة، بما فيها هرات. واستولى قادة البشتون المحليون وأمراء الحرب على جميع أنحاء شمال شرق أفغانستان مثل جلال آباد. وتراجعت معاقل طالبان في الشمال إلى مدينة قندوز الشمالية. وفي 13 نوفمبر بدأت قوات طالبان والقاعدة -وزعيمهم بن لادن- بالتحصن في تورا بورا، على بعد 50 كيلومتر (31 ميل) جنوب غرب جلال أباد. قام ما يقرب من 2000 من مقاتلي القاعدة وطالبان بتحصين أنفسهم في مواقع داخل المخابئ والكهوف.
وفي يوم 16 نوفمبر كانت آخر معاقل طالبان في شمال أفغانستان تحت الحصار. وواصل ما يقرب من 10,000 من مقاتلي طالبان المقاومة. ولكن وبسبب الخسائر الجسيمة أجبروا على التراجع نحو قندهار، مهد وموطن حركة طالبان وتورا بورا. فبدأت الولايات المتحدة في قصف معاقل الجبال في تورا بورا. في نفس الوقت كان عملاء وكالة المخابرات المركزية والقوات الخاصة ينشطون في المنطقة، وقاموا بتجنيد أمراء الحرب المحليين والتخطيط لشن هجوم كبير.
في غضون ذلك تمكنت الولايات المتحدة من تعقب وقتل الرجل الثالث في القاعدة محمد عاطف بقنبلة في منزله في كابل بين 14 و 16 نوفمبر 2001 مع حارسه أبو علي اليافعي وستة آخرين.
وفي أماكن أخرى في أفغانستان انضمت القوات الخاصة البريطانية والأمريكية إلى التحالف الشمالي والجماعات المعارضة الأخرى للسيطرة على هرات في نوفمبر 2001. كما نشرت كندا وأستراليا قواتهما، وطلبت دول أخرى الإذن بالتمركز والوصول والتحليق.

### معركة ترين كوت

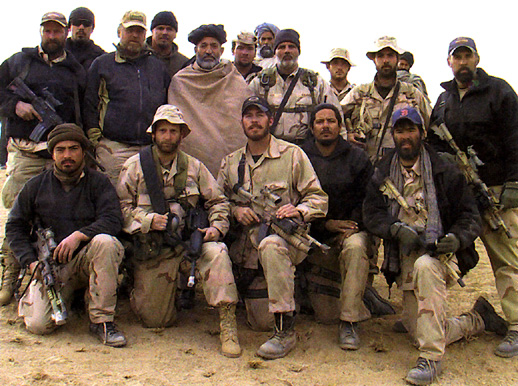
القوات الخاصة للجيش الأمريكي (ODA 574) مع حامد كرزاي في ولاية قندهار

في 14 نوفمبر 2001 دخلت 4 مروحيات بلاك هوك MH-60K وبها وحدة (ODA 574) وحامد كرزاي مع قوة صغيرة من رجاله إلى ولاية أروزكان. وماأن سمع أهالي بلدة ترين كوت باقتراب قوة كرزاي حتى ثاروا وطردوا مسؤولي طالبان. دخل كرزاي القرية للقاء شيوخ البلدة. وأثناء وجوده هناك حشدت طالبان قوة من 500 رجل لاستعادة البلدة. فنشر كرزاي قوته الصغيرة بالإضافة إلى وحدة (ODA 574) لمنع تقدمهم. بالاعتماد بشدة على الدعم الجوي الموجه، تمكنت القوات الأمريكية من إيقاف تقدم طالبان وإبعادهم عن المدينة.
كانت هزيمة طالبان في ترين كوت انتصارًا مهمًا لكرزاي، الذي استخدم النصر لتجنيد المزيد من الرجال في عصابته الوليدة. وازدادت قوته لتصل إلى حوالي 800 رجل. وفي 30 نوفمبر غادروا ترين كوت متوجهين نحو قندهار.

### سقوط قندوز
بدأ التركيز على قندوز آخر معاقل طالبان في الشمال؛ مع تزايد القصف على تورا بورا، استمر حصار قندوز. بدأ الجنرال داود خان و ODA 586 بتوجيه ضربات جوية ضخمة لإضعاف معنويات المدافعين من طالبان. بعد 11 يومًا من القتال والقصف، استسلم مقاتلو طالبان لقوات التحالف الشمالي في 23 نوفمبر. ولكن قبلها بوقت قصير وصلت طائرات باكستانية لإجلاء أفراد المخابرات والجيش الذين كانوا يساعدون في قتال طالبان ضد التحالف الشمالي. يُزعم أن الجسر الجوي قد أدى إلى إجلاء ما يصل إلى خمسة آلاف شخص، ومنهم عناصر طالبان والقاعدة.
في أوائل ديسمبر 2001 مع انتهاء الغزو الأمريكي لأفغانستان تقريبًا، نقلت مليشيا جنبش حوالي 7500 من سجناء طالبان من قندوز إلى سجن شبرغان، وهي مليشيا قادها الجنرال عبد الرشيد دوستم وكانت تقاتل طالبان إلى جانب القوات الخاصة الأمريكية. مات من 1000إلى 3000 من سجناء طالبان اختناقًا في حاويات الشحن المعدنية المكتظة عند نقلهم بالشاحنات، أو قتلوا بالرصاص في حادث يعرف باسم مذبحة دشت ليلي. وقتل البعض بالرصاص عندما رمى الحراس الحاويات لفتح ثقوب للهواء. تم دفن الموتى في قبور يعتقد أنها في صحراء دشت ليلي غرب شبرغان في ولاية جوزجان.

### معركة قلعة جنكي
في 25 نوفمبر عندما تم نقل سجناء طالبان إلى قلعة جنكي بالقرب من مزار شريف، هاجم عدد قليل من طالبان حراس من التحالف الشمالي. أثار هذا الحادث السجناء فتمرد منهم 600 سجين، سرعان ما استولوا على النصف الجنوبي من القلعة التي تعود للقرون الوسطى، وبها مستودع أسلحة مليء برشاشات كلاشنكوف وقاذفات آر بي جي وأسلحة الطاقم. قُتل جوني ميشيل سبان أحد اثنين من عملاء وكالة المخابرات المركزية بالقلعة وكانا يستجوبون السجناء، مما مثل أول وفاة قتالية للأمريكان.
تمكن العميل الآخر من إجراء اتصالات مع القيادة المركزية الأمريكية التي نقلت طلبه للمساعدة إلى قوات العمليات الخاصة في مزار شريف. فوصل عملاء القبعات الخضراء و CIA في شاحنات صغيرة وبدأوا في الاشتباك مع السجناء المتمردين، وجرت معركة ضارية لوقف تمدد الانتفاضة؛ وخلال تلك الفترة هرب عميل CIA الآخر. استمرت المعركة على مدار 4 أيام، واستدعت القبعات الخضراء غارات جوية متعددة على أسرى طالبان، ومنها توجيه قنابل ذخائر الهجوم المباشر المشترك.
واصلت الطائرات الحربية من طراز AC-130 القصف الجوي طوال الليل، وفي اليوم التالي (27 نوفمبر) تم كسر التمرد أخيرًا حيث أحضرت دبابات التحالف الشمالي T-55 إلى الفناء المركزي لإطلاق قذائف على العديد من المنازل السكنية التي تحتوي على طالبان. استمر القتال بشكل متقطع في الأسبوع حيث تم مسح البقايا الأخيرة من قبل قوات التحالف الشمالي لدوستم.
تم سحق التمرد بعد سبعة أيام من القتال. نجا 86 طالبان وقتل حوالي 50 من جنود التحالف الشمالي. كانت الثورة المعركة الأخيرة في شمال أفغانستان.

### الاستيلاء على قندهار
بدأ حامد كرزاي ومعه وحدة «ODA 574» بالتحرك نحو قندهار، فجمع حوالي 800 مقاتل من قبائل البشتون المحلية الصديقة، ليكونوا ميليشيا تابعة له. واشتبكوا ليومين مع طالبان، التي حفرت في قمم التلال المطلة على جسر سيد ألما كالاي الاستراتيجي، ولم يتمكنوا من الاستيلاء على الجسر إلا بمساعدة القوة الجوية الأمريكية وفتحوا الطريق إلى قندهار.
وبدأت قندهار آخر معاقل طالبان تتعرض لحصار شديد في نهاية نوفمبر. وضغط قرابة 3000 مقاتل قبلي بقيادة كرزاي وغل أغا شيرزي -حاكم قندهار قبل استيلاء طالبان على السلطة- على قوات طالبان من الشرق وقطعوا خطوط الإمداد الشمالية إلى قندهار. وبدا التحالف الشمالي يظهر في الأفق في الشمال والشمال الشرقي.
تسللت «ODA 583» إلى وادي شين ناراي جنوب شرق قندهار لدعم غل أغا شيرزي حاكم قندهار السابق. وأنشأت في 24 نوفمبر مركز مراقبة سري سمح لها بطلب القصف الناري الجوي على مواقع طالبان.

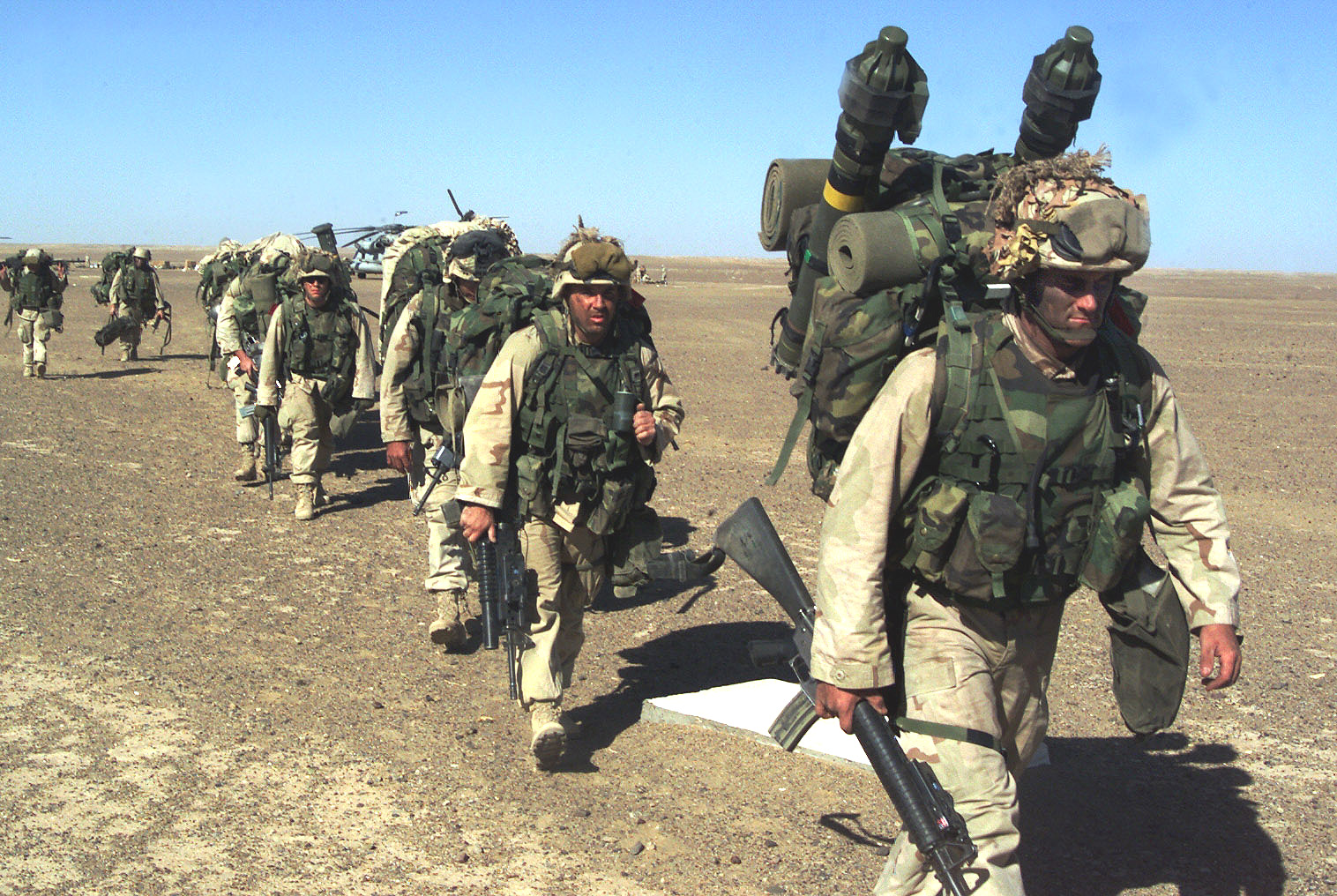
مشاة البحرية الأمريكية من الوحدة الاستكشافية الخامسة عشرة يقودون الآخرين إلى موقع أمني بعد الاستيلاء على قاعدة عمليات طالبان الأمامية في 25 نوفمبر 2001

وفي يوم 25 نوفمبر أقام ما يقرب من 1000 من مشاة البحرية الأمريكية قدموا على متن طائرات هليكوبتر من طراز CH-53E Super Stallion وطائرات C-130 قاعدة عمليات متقدمة تعرف باسم «Camp Rhino» في صحراء جنوب قندهار. كانت هذه أول قاعدة للتحالف، ومكنت من تشكيل قواعد أخرى. وقعت أول معركة كبيرة شاركت فيها القوات البرية الأمريكية بعد يوم واحد من بناء المخيم، عندما اقتربت 15 عربة مدرعة تابعة لطالبان من القاعدة وتعرضت لهجوم بطائرات هليكوبتر حربية، مما أدى إلى تدمير العديد منها. في غضون ذلك استمرت الضربات الجوية في قصف مواقع طالبان داخل المدينة حيث الملا عمر الذي بقي متحديًا على الرغم من أن حركته كانت مسيطرة على أربعة ولايات فقط من بين 30 ولاية نهاية نوفمبر، ودعا قواته للقتال حتى الموت.
في 5 ديسمبر سقطت قنبلة بسعة 2000 رطل وموجهة بواسطة نظام تحديد المواقع العالمي (GPS) على وحدة القبعات الخضراء «ODA 574»، مما أسفر عن مقتل 3 أشخاص وإصابة بقية الفريق، كما قتل أكثر من 20 من أفراد مليشيا كرزاي وأصيب كرزاي نفسه بجروح طفيفة.
في 6 ديسمبر أُُبلغ كرزاي بأنه سيكون الرئيس القادم لأفغانستان، كما تفاوض على استسلام ناجح لكل من قوات طالبان المتبقية حول سيد ألما كالاي ومدينة قندهار بأكملها. بدأت وحدتي ODA 524 و ODB 570 وميليشيا كرزاي حملتهم الأخيرة لتطهير المدينة. رفضت الحكومة الأمريكية العفو عن عمر أو أي من قادة طالبان. وفي 7 ديسمبر استولت قوات شيرزي على مطار قندهار وتحركت في المدينة. خرج الملا عمر من قندهار مع مجموعة من الموالين وانتقل إلى الشمال الغربي إلى جبال ولاية أروزكان. وقد ورد آخر مرة شوهد فيها وهو يغادر في قافلة من الدراجات النارية.
وفر قادة طالبان الآخرون إلى باكستان عبر ممرات بعيدة في ولايتي بكتيا وبكتيكا. استسلمت بلدة سبين بولدك الحدودية في نفس اليوم إيذانا بنهاية سيطرة طالبان في أفغانستان. استولت المليشيات الأفغانية بقيادة غل أغا شيرزي على قندهار، بينما سيطرت قوات المارينز الأمريكية على المطار وأقامت قاعدة أمريكية.

### معركة تورا بورا

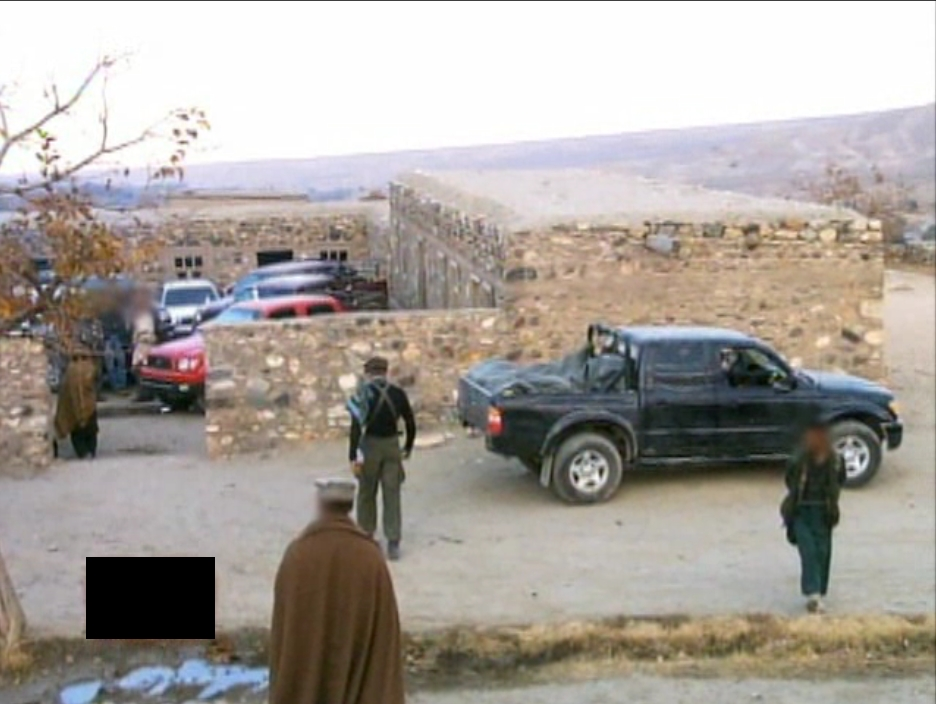
مقر قيادة القوات الخاصة للجيش الأمريكي في ولاية ننكرهار، نوفمبر 2001

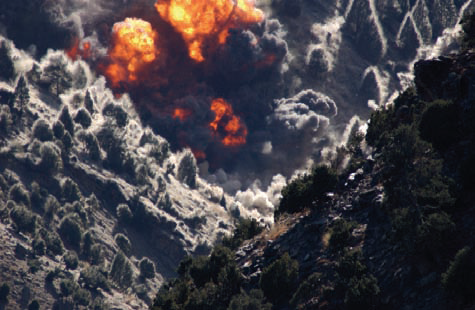
القصف الجوي على تورا بورا

بعد سقوط كابول وقندهار، انسحب ابن لادن ومعه زعماء القاعدة وقادة بارزون آخرون إلى جلال أباد بولاية ننكرهار، ومن هناك انتقلوا إلى منطقة تورا بورا في الجبال البيضاء [الإنجليزية] على بعد 20 كيلومترًا من الحدود الباكستانية. - حيث كانت هناك شبكة من الكهوف ودفاعات معدة استخدمها المجاهدون خلال الحرب السوفيتية الأفغانية. أرشدت عمليات اعتراض الاتصالات واستجواب مقاتلي طالبان والقاعدة الأسرى إلى وجود أعداد كبيرة من المقاتلين الأجانب واحتمال وجود أشخاص مهمين في تلك المنطقة أو انتقلوا إليها؛ بدلاً من الالتزام بالقوات التقليدية، اتخذت القيادات العليا في البيت الأبيض والبنتاغون قرارًا بعزل وتدمير عناصر القاعدة في المنطقة بقوات العمليات الخاصة الأمريكية بدعم قوات الميليشيات الأفغانية - بسبب الخوف من تكرار تجربة السوفييت في المنطقة.
تم إرسال ODA 572 وفريق CIA Jawbreaker إلى تورا بورا لتقديم المشورة للقوات الشرقية المناهضة لطالبان بقيادة اثنين من أمراء الحرب: حضرة علي [الإنجليزية] ومحمد زمان (كليهما كان لديه انعدام ثقة شديد تجاه الآخر)؛ استخدمت وكالة المخابرات المركزية العملة الصعبة في تجنيد حوالي 2500 إلى 3000 من الميليشيات الأفغانية للمعركة القادمة؛ استخدمت القاعدة تورا بورا ليكون حصنها الأخير. مع انطلاق المعركة ارشدت وحدة «ODA 572» الطيران بضربات جوية دقيقة (15,000 رطل كانت تستخدم في كثير من الأحيان «Daisy Cutters»)، في حين أطلقت الميليشيات الأفغانية عددًا من الهجمات سيئة التنسيق والتنفيذ على مواقع «القاعدة» الثابتة مع امكانية نجاح يمكن التنبؤ بها. اكتشفت القبعات الخضراء أن الميليشيات تفتقر إلى الدافع والمهارة للمعركة: وفقًا وحدة «ODA 572» فإنهم يكسبون الأرض في الصباح بعد الضربات الجوية الأمريكية ثم يتخلون عن تلك المكاسب في نفس اليوم، كما أنهم ينسحبون إلى قواعدهم ليلاً للنوم. مع ضعف هجوم المليشيات الأفغانية وضغط وحدتي CIA و ODA الشديد، تم اتخاذ قرار بنشر المزيد من القوات في المعركة.
تم نشر 40 عسكريا من دلتا فورس في تورا بورا وتولوا القيادة التكتيكية للمعركة من وكالة المخابرات المركزية، وانضم إلى مجموعة دلتا فورس عددًا من أعضاء جهاز الاستخبارات البريطاني إلى جانب وحدة الزوارق البريطانية [الإنجليزية] SBS. توزعت مجموعة دلتا إلى فرق صغيرة مدمجة داخل الميليشيات وأرسلوا مشغلي الاستطلاعالخاصين بهم لالتقاط مسار بن لادن، في النهاية وبمساعدة القبعات الخضراء ومشغلي وكالة المخابرات المركزية الذين داهنوا المليشيات، تم إحراز بعض التقدم. وافق قائد مجموعة دلتا على تقييم Jawbreaker للوضع وطالب بعرقلة القوات أو نثر الألغام الأرضية لمنع الممرات الجبلية للعدو، ومنذ أن تم رفض نشر كتيبة Ranger ، طلب من مشغليه تنفيذ دورهم المقترح لكن جميع طلباته رفضها الجنرال فرانكس. وفي 12 ديسمبر بعد أسبوعين من المعركة، بدأ قائد المليشيا الأفغانية زمان مفاوضات مع القاعدة وطالبان المحاصرين في تورا بورا، على الرغم من إحباطات الأمريكيين والبريطانيين، فقد طُلبت هدنة مؤقتة حتى الساعة 0800 من صباح اليوم التالي للسماح للقاعدة بالموافقة المزعومة على شروط الاستسلام من قبل مجلس الشورى (اجتماع المجموعة). وكانت تلك خدعة للسماح لمئات من القاعدة وأعضاء اللواء 055 بالهروب ليلاً باتجاه باكستان.
في اليوم التالي مكن راديو ICOM محمول باليد انتشل من جثة أحد مقاتلي القاعدة القتلى لأعضاء مجموعة دلتا و SBS و CIA و MI6 بسماع صوت بن لادن - على ما يبدو يعتذر لأتباعه لقيادته لهم إلى تورا بورا وبمباركته لصمودهم في الحصار - يعتقد أنه موجه لأتباعه الذين بقوا للدفاع عن أي هجوم للسماح بن لادن بالفرار. وكثرت الشائعات ذات المصداقية عن مدفوعات نقدية قام بها بن لادن إلى واحد على الأقل من أمراء الحرب - ربما يكون إحجام المليشيا الأفغانية عن هجوم ضاغط بسبب رشاوى مماثلة. واعتقد قائد فريق CIA Jawbreaker في تورا بورا أن مجموعتين كبيرتين من القاعدة هربتا: المجموعة الأصغر المكونة من 130 جهاديًا هربت شرقًا إلى باكستان، بينما المجموعة الثانية وفيها بن لادن و 200 جهادي سعودي ويمني سلكوا الطريق عبر الجبال. إلى مدينة باراتشينار الباكستانية؛ ويعتقد قائد مجموعة دلتا أن بن لادن عبر الحدود إلى باكستان يوم 16 ديسمبر. اكتشف عملاء الاستطلاع لدلتا رجلاً طويل القامة يرتدي سترة مموهة مع عدد كبير من المقاتلين الذين يدخلون كهفًا، أرشد الفريق الطيران للغارات الجوية باعتقاد واضح بأنه بن لادن. لكن تحليل الحمض النووي لاحقًا من البقايا لم يتطابق مع بن لادن. مع رحيل غالبية أعضاء القاعدة وطالبان، انتهت المعركة، ومن الصعب تأكيد الإحصائيات الرسمية لمقتل المئات من القاعدة في تورا بورا لأن العديد من الجثث دُفنت في الكهوف أو تبخرت بالقنابل، وقد أخذوا معهم ربما أقل من 60 سجينًا. وفي 17 ديسمبر زُعم أن كشافة الحدود الباكستانية وبمساعدة من أعضاء من قيادة العمليات الخاصة المشتركة ووكالة المخابرات المركزية قبضوا على حوالي 300 مقاتل أجنبي آخر.
في 20 ديسمبر دخلت وحدة ODA 561 في الجبال البيضاء لدعم وحدة ODA 572 في إجراء كشف على للكهوف وللمساعدة في استخراج الحمض النووي من أجساد المقاتلين.
واصلت القوات الأمريكية والبريطانية عمليات البحث حتى يناير، لكن لم يظهر أي مؤشر على قيادة القاعدة. قُتل ما يقدر بنحو 200 من مقاتلي القاعدة خلال المعركة، إلى جانب عدد غير معروف من مقاتلي القبائل الموالية. ولم يتم الإبلاغ عن أي وفيات أمريكية أو بريطانية.

### الجهود الدبلوماسية والإنسانية

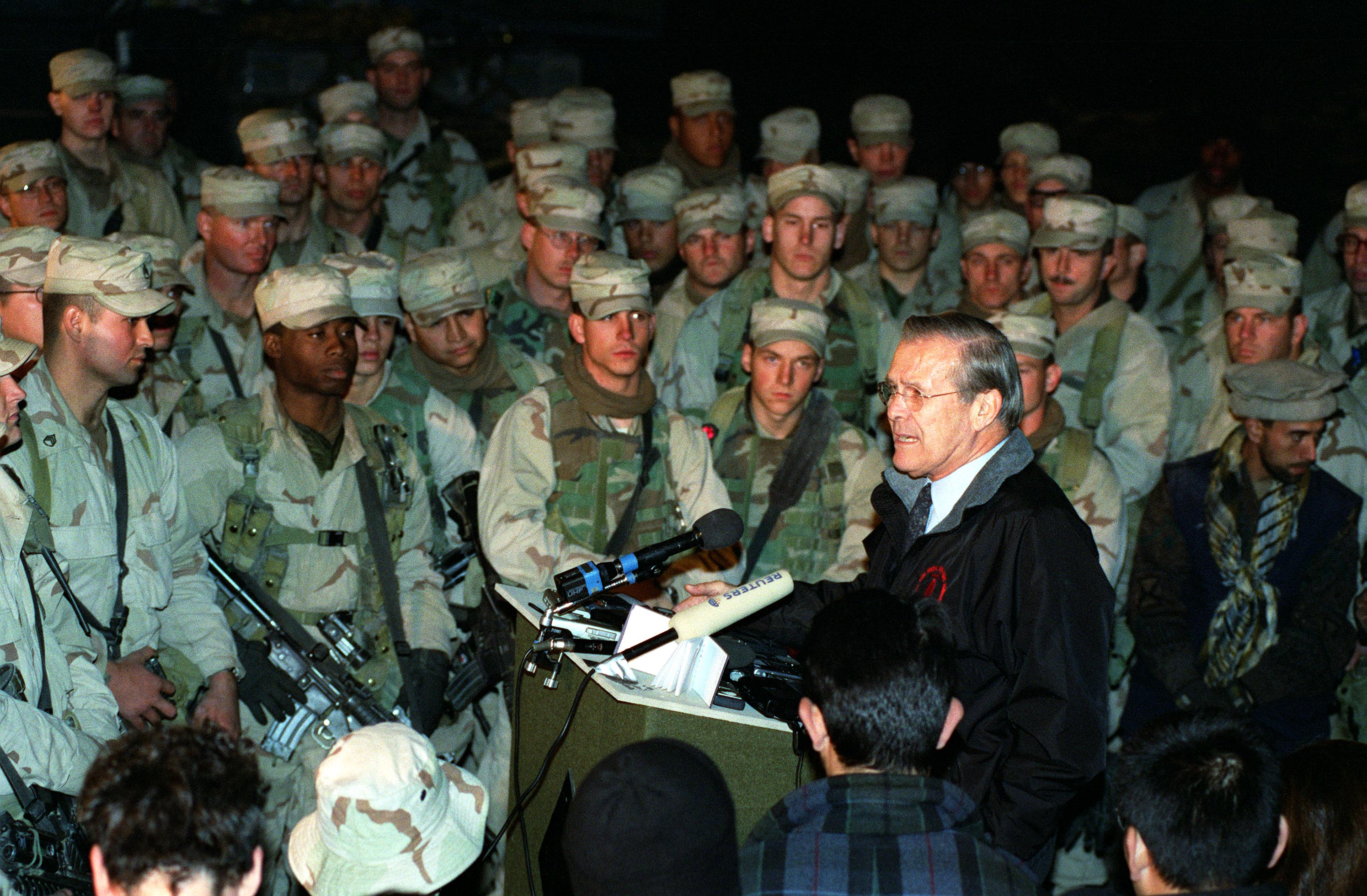
وزير الدفاع الأمريكي دونالد رامسفيلد مع القوات في قاعدة بغرام الجوية، ديسمبر 2001

شعار الـ ISAF

استضافت الأمم المتحدة في ديسمبر 2001 مؤتمر بون. ولكنها استبعدت طالبان، وشاركت أربع جماعات معارضة أفغانية. وكان من بين المراقبين ممثلو الدول المجاورة وغيرها من الدول الكبرى المشاركة. ونتج عن المؤتمر اتفاقية بون التي أخرجت السلطة الأفغانية المؤقتة التي كانت «مستودع للسيادة الأفغانية» وحددت ما يسمى بعملية بيترسبرغ التي أدت إلى دستور وحكومة جديدين.
تضمن قرار مجلس الأمن التابع للأمم المتحدة رقم 1378 في 14 نوفمبر 2001 «إدانة طالبان لسماحها باستخدام أفغانستان قاعدة لتصدير الإرهاب من شبكة القاعدة والجماعات الإرهابية الأخرى، وتوفير ملاذ آمن لأسامة بن لادن وتنظيم القاعدة وغيرهم من المرتبطين بهم. ودعم جهود الشعب الأفغاني لاستبدال نظام طالبان».
وكان برنامج الغذاء العالمي التابع للأمم المتحدة قد علق مؤقتًا أنشطته داخل أفغانستان في بداية الهجمات بالقصف لكنه استأنفها بعد سقوط طالبان.

### قوة أمنية لكابل
سمحت الأمم المتحدة في 20 ديسمبر 2001 بوجود قوات المساعدة الدولية لإرساء الأمن في أفغانستان (إيساف)، بتفويض لمساعدة الأفغان في الحفاظ على الأمن في كابل والمناطق المحيطة بها. تم إنشاؤها في البداية في المقر الرئيسي للفرقة الميكانيكية الثالثة البريطانية بقيادة اللواء جون ماكول، ولم يتجاوز عددها في سنواتها الأولى 5000. تلقت القوة دعوة من الحكومة الأفغانية المؤقتة الجديدة؛ لم يمتد تفويضها إلى ما وراء منطقة كابل في السنوات الأولى. وساهمت ثمانية عشر دولة في القوة في فبراير 2002.

## 2002: عملية أناكوندا
في يناير 2002 تم اكتشاف سلسلة أخرى من الكهوف في زاور جنوب تورا بورا مباشرة، وضربت غارات جوية تلك المواقع، ثم دخلتها فرق قوات العمليات الخاصة في المنطقة وفرق استطلاع، التي أمضت حوالي تسعة أيام في عمليات بحث مكثفة واستغلال الموقع، وتطهير ما يقدر بـ 70 كهفًا و 60 مبنى في المنطقة، فتمكنوا من الحصول على معلومات الاستخباراتية كثيرة وذخائر ضخمة، لكنهم لم يصادفوا أي مقاتل من القاعدة.
بعد أن أسس اللويا جيرغا حكومة مؤقتة في كابل برئاسة حامد كرزاي. أنشأت القوات الأمريكية قاعدتها الرئيسية في قاعدة بغرام الجوية شمال كابل. أصبح مطار قندهار أيضًا قاعدة أمريكية مهمة. أقيمت بؤر استيطانية في المقاطعات الشرقية لتعقب الهاربين من طالبان والقاعدة.

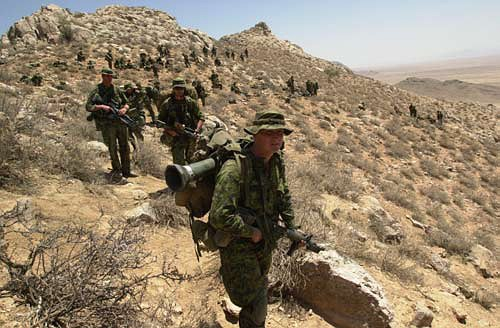
جنود كنديون من 3PPCLI ينتقلون في التلال بحثًا عن مقاتلي القاعدة وطالبان بعد هجوم جوي على هدف شمال قلات.

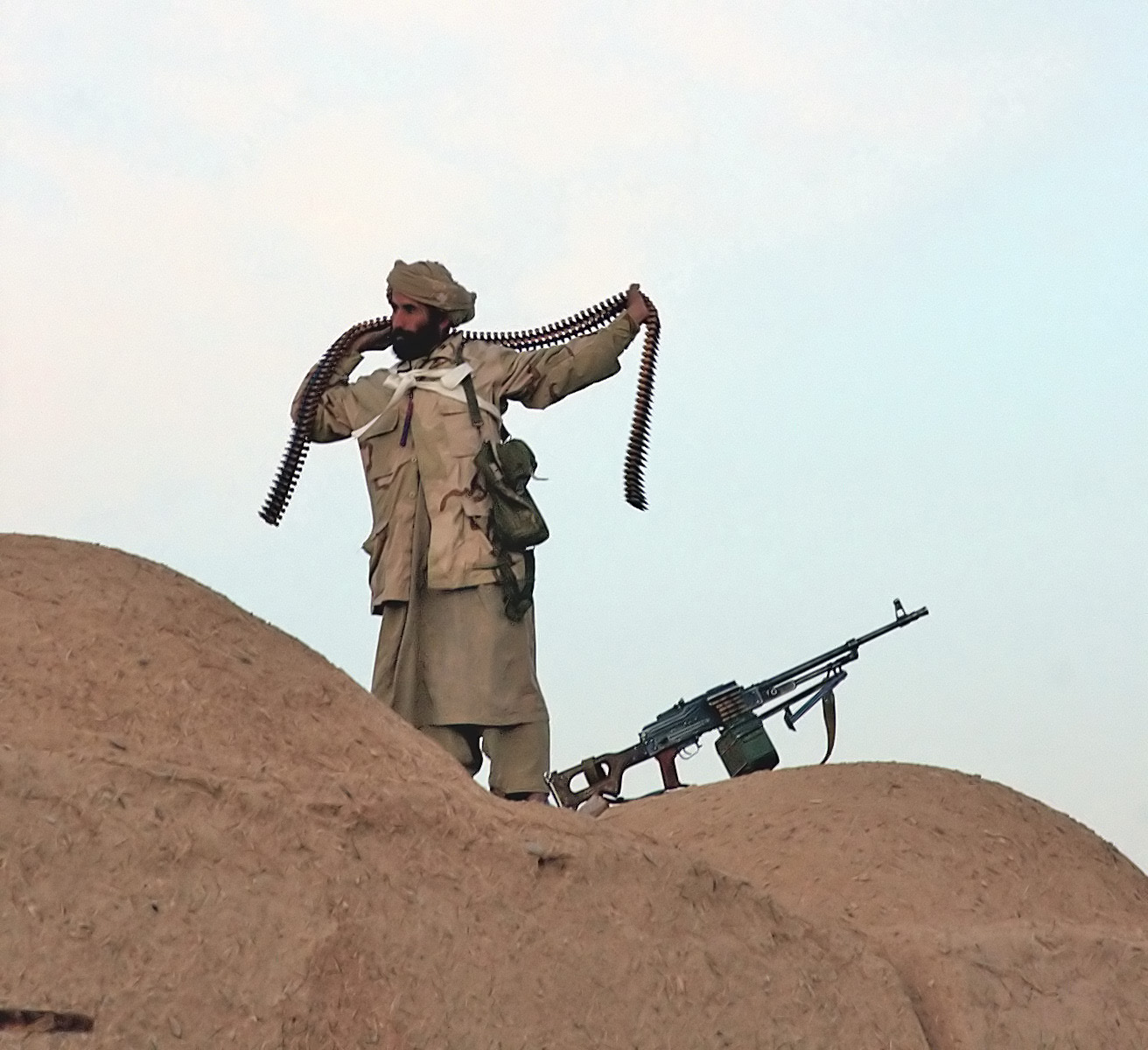
مقاتل مناهض لطالبان يلف جسده بذخيرة رشاش بي كي عيار 7.62 ملم بينما كان يساعد في تأمين مجمع في ولاية هلمند يناير 2002.

أعادت قوات القاعدة تجميع صفوفها في منطقة وادي شاه كوت بولاية بكتيا في يناير وفبراير 2002. بدأ الملا سيف الرحمن [الإنجليزية] أحد الهاربين في ولاية بكتيا بإعادة تشكيل بعض قوات طالبان التابعة له. بلغ عددهم أكثر من 1000 أوائل مارس 2002. أراد المتمردون شن هجمات حرب العصابات وربما شن هجوم كبير، كما فعل المقاتلين المناهضين للسوفييت في الثمانينيات.
اكتشفت الولايات المتحدة تلك التشكيلات، فبدأت القوات الأمريكية والكندية والأفغانية في 2 مارس 2002 «عملية أناكوندا» ضدهم. ولكن علقت شاحنات فرقة هامر في الوحل بسبب خطأ في الاتصال، فتأخر القصف الجوي المكثف. وقد أثبتت القوات الحكومية الأفغانية ضعيفة التدريب أنها غير قادرة على محاربة القاعدة بدون دعم جوي. فاستخدمت قوات المجاهدين الأسلحة الخفيفة والقذائف الصاروخية والهاون، وتحصنت في الكهوف والمخابئ في سفوح التلال التي ترتفع حوالي 3,000 م (10,000 قدم). واستخدموا تكتيكات «الكر والفر»، حيث يفتحوا النار ثم الانسحاب إلى الكهوف والمخابئ لمواجهة نيران الرد والقصف. قدر القادة الأمريكيون في البداية خصومهم على أنهم جيب معزول يقل عددهم عن 200. ولكن حسب تقديرات أخرى كان عدد المقاتلين يتراوح بين 1000-5000. وفي 6 مارس قُتل ثمانية أمريكيين، وسبعة أفغان متحالفين، وما يصل إلى 400 من مقاتلي القاعدة. في مرحلة ما هربت القوات الحكومية الأفغانية مذعورة أثناء تعرضها لنيران كثيفة من القاعدة ورفضت القتال، مما دفع رجال فرقة هامر لمواجهة القاعدة وحدهم. وأدت حوادث «النيران الصديقة» التي قصفت فيها الطائرات الأمريكية عدة مرات القوات الأمريكية في الأرض مماأدى إلى مزيد من الصعوبات. وجرت اشتباكات فرعية مثل معركة تاكور غار وعمليات جلوك للمتابعة وعملية بولار هاربون.
وفر عدة مئات من القاعدة وطالبان إلى المناطق القبلية في وزيرستان. أثناء عملية أناكوندا والحملات الأخرى خلال 2002 و 2003، وشاركت في العمليات القوة الجوية النيوزيلندية ومعها قوات خاصة من أستراليا وألمانيا والنرويج.
وفي فبراير 2002 اجتمع مجلس الأمن القومي ليقرر ما إذا كان سيتم توسيع قوة إيساف خارج كابل. في نزاع بين باول ورامسفيلد (وهو نمط تكرر في كثير من الأحيان من خلال إدارة بوش) سادت وجهة نظر رامسفيلد القائلة بأنه لا ينبغي توسيع القوة. كتب المؤرخون في وقت لاحق أن فشل قوة إيساف في الانتشار خارج كابل دفع كرزاي إلى عرض مواقع داخل الدولة للمفسدين المحتملين الذين ألحقت أنشطتهم ضررًا كبيرًا بسمعة الدولة. لأن ازدياد التمرد كان مرتبطًا بالمظالم المتعلقة بالحكم، وتلك كانت مشكلة خطيرة.
وكان وزير الدفاع الأمريكي دونالد رامسفيلد يهدف إلى تنفيذ عمليات في أفغانستان بأسرع ما يمكن، ثم المغادرة بأسرع ما يمكن أيضا. ومن ثم فقد رغب في التركيز على عمليات مكافحة الإرهاب الحركية وبناء جيش أفغاني جديد.
بدأت عملية هاربون في الساعات الأولى من يوم 13 مارس، بهدف القضاء على جيوب مقاومة طالبان والقاعدة في جبال أرما شرقي أفغانستان. كانت القوات البرية بقيادة المقدم بات ستوجران تحتوي على كتيبة كندية وقوة أمريكية من فوج المشاة 187 التابع الفرقة 101 المحمولة جواً.

### مابعد عملية أناكوندا
في أعقاب معركة شاهي كوت أقام مقاتلو القاعدة ملاذات على الحدود الباكستانية، حيث شنوا غارات عبر الحدود ابتداء من صيف 2002. وكانت وحدات حرب العصابات، التي يتراوح عددها بين 5 و 25 رجلاً، تعبر الحدود بانتظام لإطلاق الصواريخ على قواعد التحالف، ونصب الكمائن للقوافل والدوريات والاعتداء على المنظمات غير الحكومية. وشهدت المنطقة المحيطة بقاعدة شكين في ولاية بكتيكا بعضا من أعنف الأنشطة.
وظل مقاتلو طالبان مختبئين في المناطق الريفية في أربع ولايات جنوبية: قندهار وزابل وهلمند وأوروزغان. فبعد عملية أناكوندا طلبت وزارة الدفاع نشر مشاة البحرية الملكية البريطانية [الإنجليزية] المدربين تدريباً عالياً في حرب الجبال. ردا على ذلك تم نشر 45 كوماندوز تحت الاسم الرمزي للعمليات عملية جاكانا في أبريل 2002. قاموا بمهام (بما في ذلك عملية سنايب وعملية كندور وعملية بوزارد) على مدى عدة أسابيع بنتائج متفاوتة.
في مايو 2002 أصبحت قوة المهام المشتركة 180 (CJTF-180) المقر الرئيسي للجيش الأمريكي في البلاد تحت قيادة الفريق دان ك. مكنيل.
وفي وقت لاحق من 2002 أصبحت CJSOFT قيادة متكاملة واحدة تحت قيادة CJTF-180 الأوسع التي قادت جميع القوات الأمريكية المخصصة لعملية الحرية الدائمة، وقد بنيت من مجموعة القوات الخاصة للجيش (غالبًا ما تديرها وحدات الحرس الوطني) وفرق البحرية.

## ما بعد الغزو
يمكن اعتبار أن العديد من الأحداث التي جرت في 2002 بأنها مؤشر لنهاية المرحلة الأولى من الحرب التي قادتها الولايات المتحدة في أفغانستان. الأول كان تفريق الجماعات الرئيسية لطالبان والقاعدة بعد نهاية أناكوندا. وفي الولايات المتحدة تم اتخاذ قرار في فبراير 2002 بعدم توسيع قوات الأمن الدولية خارج كابل. وأخيرًا ألقى الرئيس بوش خطابه في معهد فرجينيا العسكري في 17 أبريل 2002، مستحضرًا ذكرى الجنرال جورج مارشال أثناء حديثه عن إعادة إعمار أفغانستان، مما أدى إلى مناقشة «خطة مارشال» لأفغانستان. وقد نظر المؤرخون في وقت لاحق إلى القرار بعدم التوسع الكبير في الوجود الدولي والمساعدة الإنمائية على أنه خطأ فادح. تجنب القوات الكبيرة التي قد تثير الأفغان ضد الولايات المتحدة اعتبر لاحقًا مغالطة. ومع ذلك فإن الالتزام المتزايد تجاه العراق تطلب الكثير من الموارد، وهو ما جعل تخصيص مثل هذه الموارد لأفغانستان أمرًا مستحيلًا.
أصبح الغزو الأمريكي لأفغانستان المرحلة الأولى من الحرب في أفغانستان (2001–2021).